# Warner Bros.
Cet article traite de la Warner Bros. Pictures et de la Warner Bros. Entertainment plus généralement, pour les autres acceptations, voir Warner 
Vous lisez un « article de qualité » labellisé en 2009.
Warner Bros. Entertainment Inc. est une  société de production et de distribution pour le cinéma et la télévision. C'est une filiale de Warner Bros. Discovery dont le siège social se situe à New York. Warner Bros. Pictures a elle-même plusieurs filiales dont Warner Bros. Television, Warner Bros. Animation (anciennement Warner Bros. Cartoons) et bien d’autres.
Fondée en 1923 par les frères Warner (Warner Bros. signifie « Warner Brothers », « les frères Warner »), de leur vrai nom Wonskolaser, immigrés juifs polonais naturalisés américains, la Warner Bros. est le troisième plus vieux studio cinématographique américain encore en activité, après la Paramount Pictures, fondée en 1912 sous le nom de Famous Players, et l'Universal Pictures, fondée la même année.
Malgré des débuts incertains, la Warner Bros. est sauvée de la banqueroute en 1927 par le plus grand succès du cinéma parlant (après Autant en emporte le vent) Le Chanteur de jazz, premier film à expérimenter le son synchronisé, grâce au Vitaphone. La Warner produit également le premier film entièrement en couleur, On with the Show! ce qui lui permettra, peu à peu, de faire sa place parmi les Big Five sur le marché du cinéma mondial. Désormais, la Warner est l'un des plus gros studios de production et de distribution.
Le studio hollywoodien a également permis la découverte d'artistes reconnus dans le milieu cinématographique mondial, tels qu'Errol Flynn, Bette Davis, James Cagney, Joan Blondell, Edward G. Robinson, Warren William ou encore Lauren Bacall et Humphrey Bogart. À ce jour, la Warner a distribué plus de 4 700 films, et en a produit près de 3 200. Elle est le second distributeur mondial avec 13,9 % de PDM, derrière Walt Disney Pictures (33,5 %) et devant Sony Pictures (12,1 %) selon les chiffres de 2019.

## Histoire

### 1903-1925: Fondation du studio
La société doit son nom à ses quatre fondateurs, les frères Warner : Harry, Albert, Sam et Jack, des juifs polonais de Russie impériale qui ont émigré à Baltimore dans le Maryland. Sam Warner, après plusieurs petits métiers, est engagé comme projectionniste au White City Park de Chicago. Il se rend alors compte du potentiel de la diffusion de film et fait mettre en gage des objets de son père pour pouvoir acquérir un projecteur. Lui et ses frères entrent donc dans le marché de la projection en présentant des films dans des villes minières de Pennsylvanie et d'Ohio. Ils ouvrent ensuite leur première salle à New Castle, le Cascade Theatre, en 1903 (salle toujours existante et qui a été rénovée pour devenir la pièce maîtresse de la revitalisation du centre de New Castle et un point d'attraction touristique). En 1908, les Warner fondent, à Pittsburgh, la Duquesne Amusement & Supply Company (précurseur de la Warner Bros. Pictures) qui leur permet de distribuer des films. Quelques années plus tard, leur activité de distribution s'étend sur quatre États. Durant la Première Guerre mondiale, les frères Warner débutent dans la production et, en 1918, ouvrent Warner Bros. studio sur Sunset Boulevard à Hollywood. Sam et Jack produisent les films, tandis que Harry, Albert et Paul Ashley Chase, un commissaire aux comptes engagé en 1912, gèrent les finances et la distribution à New York. Le 4 avril 1923, grâce à un prêt accordé à Harry par son banquier, Motley Flint, ils forment officiellement la Warner Brothers Pictures, Incorporated.

#### Les premiers succès

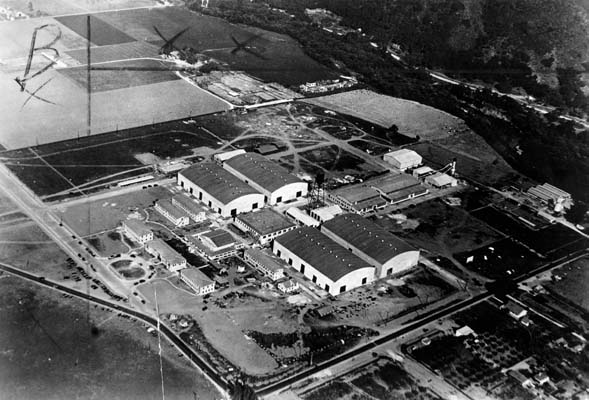
Le premier studio de la Warner Bros., Burbank (1928)

La première grande affaire de la société est l'acquisition des droits de la pièce de Broadway écrite par Avery Hopwood en 1919, The Gold Diggers, qui sera adaptée par David Belasco. Cependant, la première réussite des frères Warner à Hollywood est due à Rintintin, un chien rapporté de France après la Première Guerre mondiale par un soldat américain qu'ils font tourner dans Where the North Begins. Ce dernier connaît un réel succès et Jack Warner accepte de signer un contrat de 1 000 $ par semaine au chien pour qu'ils puissent tourner davantage de films. Le chien devient vite la principale célébrité du studio et est surnommé « Mortgage Lifter » par Jack Warner. Ce succès lance la carrière de Darryl F. Zanuck qui devient l'un des principaux producteurs du studio. Entre 1928 et 1933, Zanuck est le bras droit de Jack Warner et est le producteur délégué attitré du studio. Le succès s'amplifie avec l'arrivée d'Ernst Lubitsch comme réalisateur principal. Cependant, malgré un succès grandissant, le studio voit partir Harry Rapf, l'un de ses producteurs, pour la Metro-Goldwyn-Mayer. En 1924 sort Comédiennes de Lubitsch, qui devient le plus grand succès du studio pour l'époque, et qui est considéré comme l'un des meilleurs films de l'année par The New York Times. Les succès se succèdent mais les Warner ne sont cependant pas encore considérés comme des célébrités du milieu.

#### La Warner évolue
Sam et Jack décident d'offrir à John Barrymore, un acteur de Broadway, le rôle principal de Beau Brummel. Le film est si bien reçu, notamment perçu comme l'un des dix meilleurs films de l'année par le New York Times, qu'Harry fait signer un généreux contrat à long terme à Barrymore. À la fin de l'année 1924, la Warner Bros. est probablement le studio indépendant le plus connu d'Hollywood mais elle demeure, en importance, derrière les grands studios tels que Paramount Pictures, Metro-Goldwyn-Mayer, First National Pictures, Fox Film et Universal Pictures. En conséquence, Harry Warner — dans un discours à un congrès réunissant près de 1 500 producteurs indépendants à Milwaukee dans le Wisconsin — réussit à convaincre des réalisateurs de dépenser 500 000 $ dans la publicité pour son studio, voyant ainsi une opportunité d'établir des salles sous l'enseigne du studio dans les plus grandes villes des États-Unis.
Le studio prospérant, il gagne le soutien de Wall Street, ce qui lui permet d'obtenir un prêt important de la part de Goldman Sachs en 1924. Grâce à ce prêt, les Warner achètent la Vitagraph Company of America, qui possède un réseau national de distribution. En 1925, la Warner Bros. s'essaye également avec succès à la radiodiffusion en établissant sa propre station à Los Angeles, la KFWB.

### 1926-1931: Arrivée du son, de la couleur… et du style

#### Le Vitaphone sonne le glas du cinéma muet
La Warner Bros. est l'un des premiers studios à expérimenter les films avec un son synchronisé (alors connus sous le nom de talkies). En effet, en 1925, Sam a l'idée de rajouter le son aux films du studio, ce qui déplaît à Harry qui s'y oppose fortement : « qui diable voudrait entendre des acteurs parler ? ». Mais en février 1926, le studio subit un déficit net de 333 413 $, ce qui pousse Harry à finalement changer sa position, à condition que le son soit réservé à la musique.

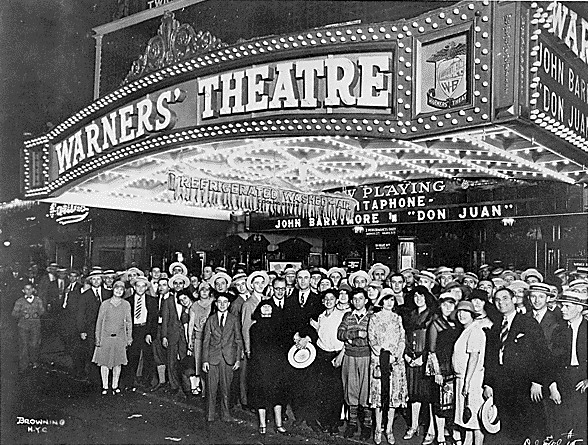
Projection de Don Juan avec John Barrymore dans un cinéma Warners

Les frères Warner, qui ont hérité des recherches dans le domaine sonore de la Vitagraph Company of America, signent un contrat avec la Western Electric afin de poursuivre les travaux sur le son qui débouchent sur le Vitaphone qui permet d'intégrer de la musique et des effets sonores à un film. Au bord de la faillite à cause de ses investissements, la Warner Bros. sort alors un film muet avec de nombreux effets sonores, Don Juan. Pour en faire la promotion, Harry Warner achète le Picadilly Theater à Manhattan qu'il renomme Warners' Theater et où le film est projeté le 6 août 1926,.
Aux débuts de la distribution cinématographique, les propriétaires de cinémas engageaient des orchestres pour accompagner la projection et fournir une bande sonore. Grâce au Vitaphone, la Warner Bros. produit huit courtes représentations musicales — montrées à chaque début de projection de Don Juan — et remet en question la nécessité d'orchestres au sein des sociétés de production. Don Juan s'impose au box-office mais les coûts de production ne sont malgré tout pas remboursés. Au même moment, Lubitsch décide de quitter la Warner pour la MGM. En avril 1927, les Big Five (la First National, la Paramount, la MGM, l'Universal Pictures et la Producers Distributing) mettent les frères Warner en ruine financière, et la Western Electric renouvèle son contrat avec la société avec des termes qui permettent à ses concurrents de bénéficier également de la technologie du son.
Compte tenu de ces problèmes, la Warner décide de franchir un palier en produisant Le Chanteur de jazz (1927) avec Al Jolson. Ce film, qui ne contient que très peu de dialogues, comprend plusieurs segments de Jolson chantant. Le Chanteur de jazz fait sensation et marque le début de l'ère du cinéma sonore et la fin de celle du muet. Cependant, Sam meurt et ses frères, qui sont à ses funérailles, n'assistent pas à la projection. Jack devient directeur de production, mais la mort de son frère influence son état émotionnel car Sam n'était pas seulement son frère préféré mais également une source d'inspiration pour lui. Les années suivantes, Jack dirige le studio d'une main de fer, rendant le licenciement de ses employés comme une habitude. Parmi les « remerciés », on retrouve Rintintin (en 1929) et Douglas Fairbanks Jr. (qui devient par la suite la principale célébrité de la First National).

#### La Warner se diversifie

Logotype du Warner Bros. Records

Grâce au succès du Chanteur de jazz, le studio annonce un bénéfice de 3 800 000 $ pour l'année 1927. Jolson tourne alors un nouveau succès en 1928, The Singing Fool. Avec la réussite des talkies (Le Chanteur de jazz, Lights of New York et The Singing Fool), la Warner Bros. devient l'un des principaux studios hollywoodien, faisant désormais partie des Big Five, et n'est plus considéré comme une Poverty Row après l'acquisition d'un grand studio à Burbank, ceux de First National Pictures, rebaptisés Warner Bros. Studios. Ils se développent également en achetant la Stanley Corporation, une chaîne majeure de salles de cinéma. Cette opération leur permet d'obtenir une part chez leur rival, la First National, dans laquelle la Stanley détenait un tiers des actions. Puis, à la suite d'une guerre d'enchères avec William Fox le 13 septembre 1928, les frères Warner achètent de nouvelles parts de la First National et nomment Darryl Zanuck comme gérant de leur nouvelle filiale.
En 1929, les frères Warner achètent également la chaîne de cinémas Skouras Brothers à Saint-Louis. Spyros Skouras, le patron de cette société, devient alors le directeur général du circuit des salles de cinéma aux États-Unis de la Warner Bros.. Il travaille avec succès à ce poste durant deux ans en réussissant à éliminer les pertes et même à augmenter les profits. C'est un gain appréciable par rapport aux difficultés financières occasionnées par la Grande Dépression.
De plus, Harry Warner créé une maison d'édition de musique, branche qu'il nomme Warner Bros. Music. Malgré le refus de vente de la Brunswick Records, Harry achète des compagnies de radio et divers brevets étrangers. Après l'établissement de la Warner Bros. Music, Harry nomme son fils, Lewis, directeur général de la société. Harry produit, durant la même année, une adaptation d'un album du compositeur Cole Porter, intitulé Fifty Million Frenchmen. À côté de cela, les profits du studio augmentent considérablement grâce à l'activité de la First National.

#### Rachat de la First National Pictures

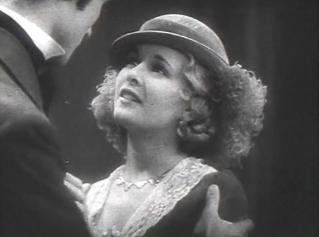
Bande-annonce de Disraeli qui marque la première collaboration d'Arliss et des studios

Après le succès du film L'Arche de Noé (1928), Harry fait de Michael Curtiz le réalisateur principal du studio de Burbank. Mort Blumenstock, scénariste à la First National, devient également l'un des principaux scénaristes du studio Warner de New York. Vers la fin de l'année 1929, les frères Warner gagnent le contrôle complet de la First National lorsque Harry obtient le dernier tiers des parts, alors à Fox Film. Le département de la Justice des États-Unis accorde l'achat seulement si la First National demeure une compagnie dissociée. Quand la Grande Dépression frappe, Warner demande — et obtient — la permission d'associer les deux studios ; peu après, la Warner Bros. est transférée dans les studios de la First National à Burbank. Bien que les compagnies fusionnent, le département de justice demande à la Warner de produire et de distribuer quelques films chaque année sous le label First National jusqu'en 1939. Pendant trente ans, plusieurs productions de la Warner Bros. Pictures sont identifiées comme « Un film Warner Bros. et First National ».
Dans la dernière partie de l'année 1929, Jack Warner engage l'acteur George Arliss pour jouer dans Disraeli, qui reçoit un succès inattendu. Airliss remporte l'Oscar du meilleur acteur et tourne neuf films supplémentaires avec le studio. En 1930, Harry achète de nouvelles salles à Atlantic City. En juillet, le banquier du studio, Motley Flint, est assassiné par un investisseur mécontent d'une autre compagnie.
En 1931, le studio commence cependant à ressentir les effets de la Grande Dépression lorsque le public n'est plus capable de supporter le prix du billet d'entrée. Le studio souffre alors d'une perte nette de 8 000 000 $ et de 14 000 000 $ l'année suivante. La même année, le directeur général de la Warner Bros. Music, Lewis Warner, fils de Harry, meurt d'une infection. Dans la même période, Darryl Zanuck engage le scénariste Wilson Mizner. Au sein du studio, Mizner n'a aucun respect pour l'autorité et travaille difficilement avec le patron Jack Warner, mais il devient cependant un atout précieux des studios. Avec le temps, Warner devient plus tolérant et aide même Mizner à investir dans son restaurant Brown Derby. Le 3 avril 1933, Mizner meurt d'une attaque cardiaque.

#### Révolution de la couleur

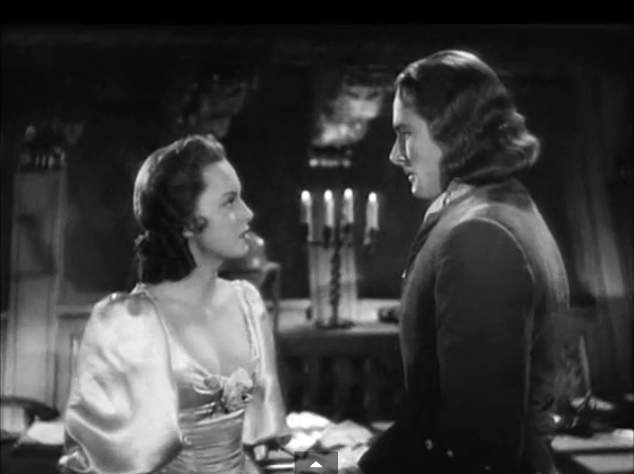
Bande-annonce de Capitaine Blood qui marque un renouveau des studios, avec l'arrivée du film de cape et d'épée

En 1928, la Warner Bros. distribue Lights of New York, le premier long métrage entièrement parlant. Du fait de son succès, l'industrie cinématographique se convertit entièrement au son en peu de temps. Fin 1929, toutes les majors ne tournent plus que des films sonores. La National Pictures produit, en collaboration avec la Warner Bros., L'Arche de Noé, un film au coût de production élevé mais qui permet de nombreux profits pour les deux studios. Parallèlement, la Warner produit On with the Show!, le premier film entièrement parlant et en couleur. Il est très vite suivi par Gold Diggers of Broadway qui reçoit un si grand succès qu'il est projeté durant plus de dix ans en salles. Le succès de ces deux films en couleur apporte une révolution de la couleur (de la même manière qu'avec l'arrivée du son). La Warner Bros. produit alors un grand nombre de films en couleur entre 1929 et 1931 : The Show of Shows, Sally, Golden Dawn, Hold Everything, Song of the Flame, Song of the West, The Life of the Party, Sweet Kitty Bellairs, Sous le ciel du Texas, Bride of the Regiment, Nuits viennoises, Woman Hungry, Fifty Million Frenchmen, Kiss Me Again et Manhattan Parade. Ces films sont majoritairement musicaux.
Trois ans plus tard, le public se lasse de ces films musicaux et le studio est contraint de couper les séquences musicales de beaucoup de films et de les vendre comme de simples comédies. Le public ayant associé la couleur aux films musicaux, les studios abandonnent donc son usage. Warner Bros. a pourtant passé un accord avec la technicolor afin de produire deux films supplémentaires utilisant ce procédé. En conséquence, les premiers films à suspense en couleur sont produits et distribués par le studio : Docteur X (1932) et Masques de cire (1933). Dans la dernière partie de 1931, Harry Warner loue les Teddington Studios de Londres pour que le studio se concentre sur la production de films réservés au marché londonien. C'est Irving Asher qui est nommé producteur général du studio anglais. En 1934, Harry achète officiellement le studio.
En février 1933, la Warner Bros. produit 42e Rue, un film musical qui a beaucoup de succès et qui permet ainsi d'éviter une faillite. À la vue de ce nouveau succès, les frères Warner produisent plusieurs autres films musicaux qui se révèlent également générateurs de profits. On y retrouve Ruby Keeler et Dick Powell, et ils sont, pour la plupart, tournés par Busby Berkeley. En 1935, le studio souffre de l'arrestation de Berkeley après que celui-ci a tué trois personnes alors qu'il conduisait en état d'ivresse. À la fin de l'année, le public s'ennuie à nouveau des films musicaux et le studio — après l'énorme profit engrangé par Capitaine Blood — s'intéresse aux films inspirés de romans de cape et d'épée d'Errol Flynn.

### 1930-1935: Période du Pré-Code

#### Vers un cinéma réaliste

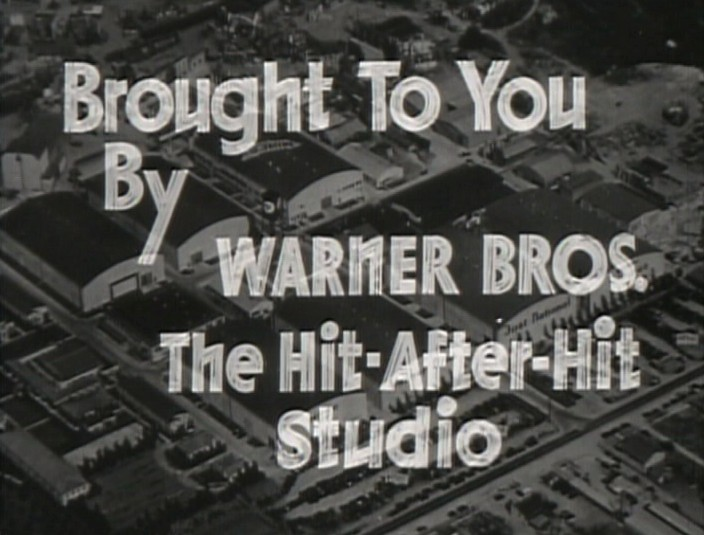
Vue du studio, dans la bande-annonce de La Forêt pétrifiée (1936)

Avec l'effondrement du marché des films musicaux, la Warner Bros., avec Darryl Zanuck comme directeur de production, s'oriente vers des histoires plus réalistes mettant en scène des gangsters ce qui lui vaudra plus tard son surnom de « studio gangster ». Le premier film de ce genre du studio, Le Petit César (1931), est un grand succès au box-office et permet à Edward G. Robinson de jouer dans plusieurs autres films de gangsters du studio. La production suivante, L'Ennemi public (1931), fait de James Cagney la nouvelle star du studio, une situation qui convainc les frères Warner à produire et distribuer ce type de films.
Je suis un évadé (1932), un autre film de gangsters du studio salué par la critique, basé sur une histoire vraie et remettant en question le système juridique américain, fait de Paul Muni l'une des plus grandes célébrités du studio,. En janvier 1933, le protagoniste du film, Robert Elliot Burns — qui était emprisonné dans le New Jersey — ainsi que quelques autres prisonniers et anciens membres de gangs de tout le pays, font appel et sont libérés. Pendant ce temps, le chef d'un gang de Géorgie, J. Harold Hardy — qui est également le personnage principal d'un film — poursuit le studio en justice pour mauvaise adaptation de son histoire dans le film. Après son apparition dans le film L'Homme qui jouait à être Dieu, Bette Davis devient également l'une des actrices principales du studio.

#### Les conséquences de la Grande Dépression
En 1933, le soulagement arrive avec l’élection de Franklin Delano Roosevelt au poste de président des États-Unis et le succès de son plan de relance, le New Deal; grâce au rebond économique, Warner Bros. redevient profitable. Cependant, la même année, Darryl Zanuck quitte le studio. L'une des raisons de ce départ est sa relation conflictuelle avec Harry Warner depuis qu'il avait refusé que son film Liliane (1933) puisse ne pas respecter le Code Hays. De plus, le studio avait réduit le salaire de Zanuck, à cause de la Grande Dépression et Harry se refusait de le restaurer lors des prémices du New Deal. Zanuck quitte ainsi la Warner Bros. pour fonder 20th Century Pictures. Dès lors, Harry Warner accepte d'augmenter le salaire de tous ses employés.
L'économie relancée, la Warner signe un accord avec la Cosmopolitan films, appartenant au magnat de la presse, William Randolph Hearst. Hearst avait précédemment signé un contrat avec la MGM, mais il rompit leur relation à la suite d'une dispute avec Irving Thalberg, le producteur général du studio, au sujet du traitement de l'actrice Marion Davies, sa maîtresse. À travers leur partenariat avec Hearst, les frères Warner obtiennent alors un contrat avec Davies. Mais ces deux nouveaux contrats n'augmentent pas les profits du studio.

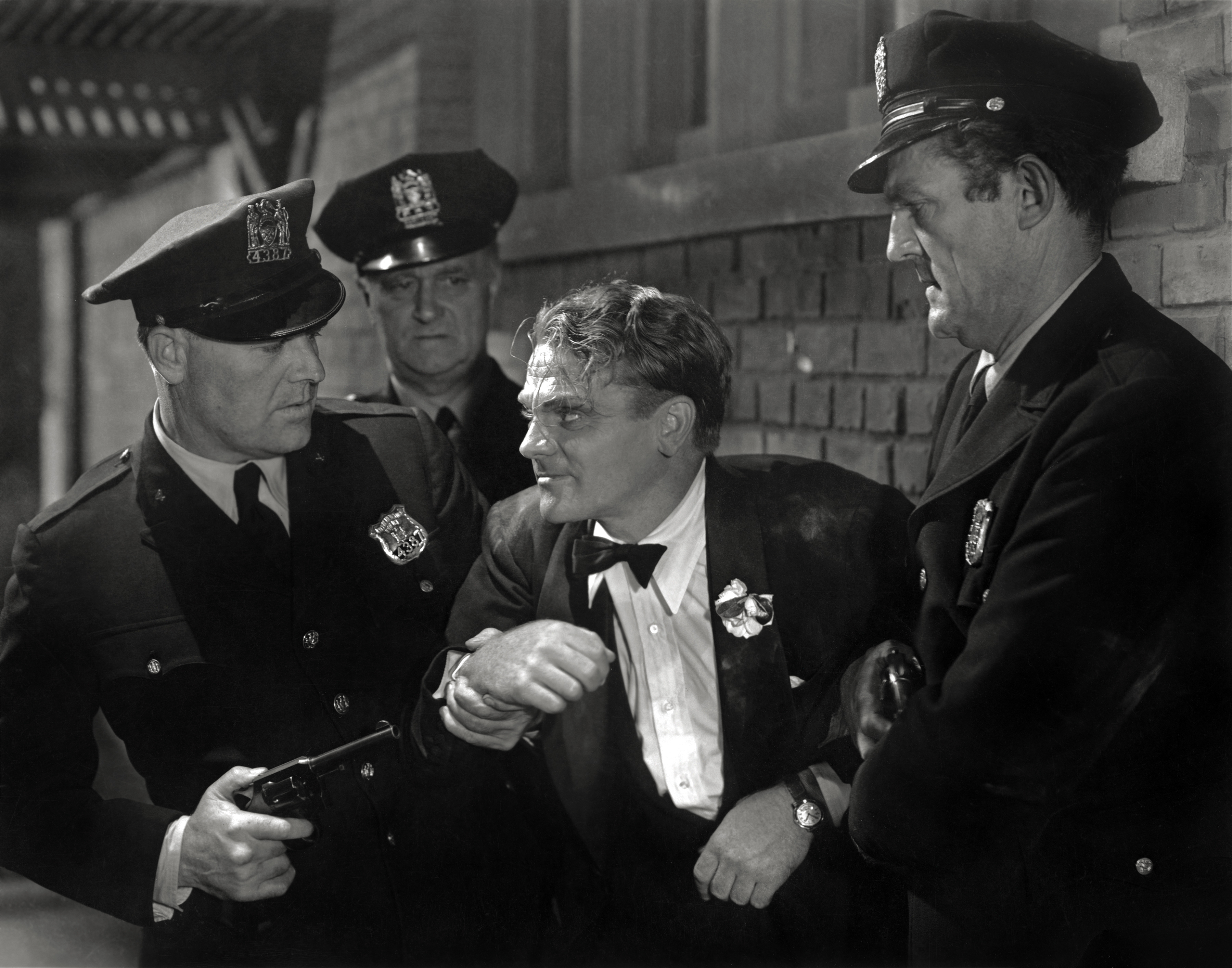
Bande-annonce de L'Ennemi public qui fit de James Cagney l'un des principaux acteurs de la Warner, dans des films de gangsters

En 1934, le studio perd 2 500 000 $, parmi lesquels 500 000 $ sont le résultat d'un incendie au studio de Burbank, feu qui a détruit tous les films produits par la First National et la Warner Bros. des vingt dernières années. L'année suivante, Hearst produit une adaptation de la comédie de William Shakespeare, Le Songe d'une nuit d'été (1935) qui est très mal reçue par le public, et le studio vit encore sa perte nette augmenter. Durant ce temps, Harry Warner et six autres grands producteurs sont accusés de conspiration envers le Sherman Antitrust Act, après avoir essayé d'obtenir le monopole des salles à Saint-Louis. En 1935, à la suite d'une vente de cinémas de la société, Harry est mis à l'essai pour une courte durée. L'affaire n'a jamais été rouverte par la suite. 1935 marque aussi un regain du studio, avec un profit net de 674 158 $.

#### De nouvelles vedettes
En 1936, les contrats des acteurs de films musicaux et muets ne sont pas renouvelés et de nouveaux talents sont engagés pour convenir avec le nouveau cinéma sonore. Des personnalités comme Dorothy Mackaill, Bebe Daniels, Frank Fay, Winnie Lightner, Bernice Claire, Alexander Gray, Alice White ou Jack Mulhall qui caractérisent l'attitude moderne, urbaine et sophistiquée des années 1920, cèdent leur place à des personnes telles que James Cagney, Joan Blondell, Edward G. Robinson, Warren William et Barbara Stanwyck qui étaient plus appropriés pour jouer dans les nouveaux films. La Warner Bros. est l'un des studios les plus prolifiques du Pré-Code mais elle a beaucoup d'ennuis avec les censeurs après la mise en œuvre des mesures sur ce qu'ils considèrent comme indécent. Ainsi, le studio produit plusieurs films historiques en 1935 pour éviter la moindre confrontation avec le Breen Office. En 1936, après le succès de La Forêt pétrifiée, Jack Warner signe un contrat avec Humphrey Bogart sans penser qu'il ait le potentiel d'un grand acteur. Les cinq années suivantes Bogart est cantonné à des petits rôles, comme le méchant opposé à James Cagney ou à Edward Robinson.

### 1935-1942: Ère duCode Hays

#### Un cinéma plus contractuel
Après la succession de Zanuck par Hal B. Wallis en 1933 et le renforcement du Code Hays en 1935, le studio est contraint d'abandonner son approche réaliste pour produire des films plus moralistes et idéalistes. Le studio se tourne naturellement vers des drames historiques qui ne posent aucun problème avec la censure, mais également vers des mélodrames, des films de cape et d'épée ou des adaptations de best-sellers. En 1936, Bette Davis, l'une des stars de la Warner, n'est pas satisfaite des rôles que la Warner lui propose. Elle part alors pour l'Angleterre et essaye de casser son contrat avec le studio. Cependant, elle perd le procès et retourne aux États-Unis. Bien que plusieurs des employés du studio aient des problèmes avec Jack Warner, ils considèrent généralement Albert et Harry comme des employeurs justes et équitables.

#### Des tensions au sein de la société

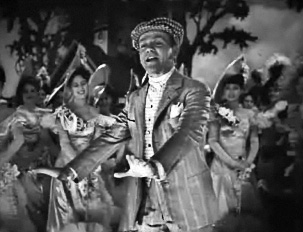
La Glorieuse Parade 1943.

La période d'application du Code Hays marque la disparition d'un grand nombre d'acteurs et d'actrices qui ont caractérisé la période réaliste mais qui ne conviennent pas à cette nouvelle ère où les films sont plus moralisateurs et idéalistes. La Warner demeure l'un des principaux studios de Hollywood après la naissance du cinéma sonore mais ce changement en 1935 — comme pour les autres studios, et particulièrement la MGM — éclipse rapidement ce prestige qui caractérisait auparavant le studio. À la fin des années 1930, Bette Davis devient la principale « attraction » du studio et est surnommée « le cinquième frère Warner ».
En 1935, Cagney poursuit en justice Jack Warner pour obtenir la rupture de son contrat. Il prétend que Warner l'a forcé à jouer dans plus de films que son contrat ne le stipule. Cagney laisse finalement tomber les poursuites après un versement d'argent de la part de la Warner et quitte le studio pour fonder sa propre société de production indépendante, la Grand National Films, avec son frère Bill. Les frères Cagney ne sont néanmoins pas capables d'obtenir un financement pour leurs productions et manquent d'argent après leur troisième film. Cagney accepte alors de signer un nouveau contrat avec la Warner qui lui garantit un traitement selon ses propres termes. Après le succès de La Glorieuse Parade (1942), Cagney demande de nouveau une augmentation mais quitte une nouvelle fois la Warner pour former une nouvelle société de production et de distribution avec son frère.
Le producteur Bryan Foy est un autre employé qui a des problèmes avec l'un des frères Warner. En 1936, Hal B. Wallis, alors producteur général d'un studio de la Warner, embauche Foy comme producteur de séries B. Foy est l'un des producteurs les plus prolifiques du moment pour ce type de film, ce qui ne l'empêche pas d'avoir pas moins de sept différends avec Jack Warner. En 1937, le studio engage le speaker de radio Ronald Reagan. Bien qu'il ne tourna initialement que quelques séries B, les frères Warner sont impressionnés par sa performance dans la scène finale de Knute Rockne, All American et s'accordent pour le faire jouer aux côtés d'Errol Flynn dans La Piste de Santa Fe (1940). Reagan retourne ensuite des séries B mais, après sa performance dans Crimes sans châtiment (1942), les frères Warner décident de faire de Reagan l'un de leurs acteurs principaux et lui font signer un nouveau contrat, triplant ainsi son salaire.
L'acteur George Raft est également un problème pour Jack Warner. Warner lui a fait signer un contrat en 1939 en espérant qu'il pourrait remplacer Robinson ou Cagney dans les films de gangsters. Mais Raft rencontre des difficultés à travailler avec Bogart et refuse de tourner à ses côtés. Jack propose alors à Raft d'annuler son contrat. Et, à la suite de son départ, le studio offre à Bogart le rôle de Roy Earl dans La Grande Évasion (1941), qui l'aida à se hisser au rang d'acteur principal du studio. Après La Grande Évasion, Bogart tourne dans le film de John Huston, une nouvelle version d'un précédent échec : Le Faucon maltais (1941). Ce film est un grand succès.
En 1936, la fille d'Harry Warner, Doris, lit le roman de Margaret Mitchell, Autant en emporte le vent et a l'idée d'en tourner une adaptation. Doris offre à Mitchell 50 000 $ pour obtenir les droits d'adaptation mais Jack Warner refuse que ce marché soit conclu, réalisant que le projet serait une production coûteuse. Le livre sera finalement adapté par la Metro-Goldwyn-Mayer en 1939 et deviendra l'un des plus grands succès du cinéma.

### Lancement des dessins animés
Le département dessin animé de la Warner est en fait le Harman-Ising Studio. De 1930 à 1933, Hugh Harman et Rudolf Ising, deux anciens employés des studios Disney, produisent plusieurs dessins animés musicaux pour Leon Schlesinger, qui les vend ensuite à la Warner. Harman et Ising introduisent leurs personnages Bosko dans le premier dessin animé de la série Looney Tunes, Sinkin' in the Bathtub, et créent en 1931 une série sœur, les Merrie Melodies.
Harman et Ising se séparent de Schlesinger en 1933, à la suite d'un conflit les opposant, et emportent les droits sur Bosko avec eux. Dès lors, Schlesinger fonde son propre studio, Leon Schlesinger Productions, et continue la production des Merrie Melodies et des Looney Tunes et créé le personnage Buddy, un clone de Bosko. À la fin de la décennie, une nouvelle équipe de production se forme aux côtés de Schlesinger, incluant Friz Freleng, Tex Avery, Bob Clampett et Chuck Jones. Cette équipe développe son propre style, jeune et irrévérencieux, qui donne à leurs dessins animés un succès mondial.
En 1936, Avery tourne une série de dessins animés, avec le personnage Porky Pig, qui est considéré comme le premier personnage célèbre du studio. En plus de Porky Pig, les personnages Daffy Duck (qui débute dans le court métrage Porky's Duck Hunt, 1937) et Bugs Bunny (qui débute dans le court métrage A Wild Hare, 1940) deviennent également connus dans le monde entier. En 1942, le studio de Schlesinger dépasse les studios Disney en tant que producteur le plus connu de courts métrages animés des États-Unis.
En 1944, Jack Warner achète le département dessin animé de la société de Schlesinger, qui devient Warner Bros. Cartoons. Durant la décennie suivante, les personnages tels que Bugs Bunny, Daffy Duck, Titi et Porky Pig deviennent la vitrine de la compagnie et Bugs Bunny devient la mascotte de différents départements de la Warner Bros. Le dessin animé Tweetie Pie (1947) connaît un succès phénoménal, et le duo Sylvestre et Titi apparait dans tous les dessins animés qui suivent.

### 1942-1945: Seconde Guerre mondiale et conséquences

#### Un studio patriotique

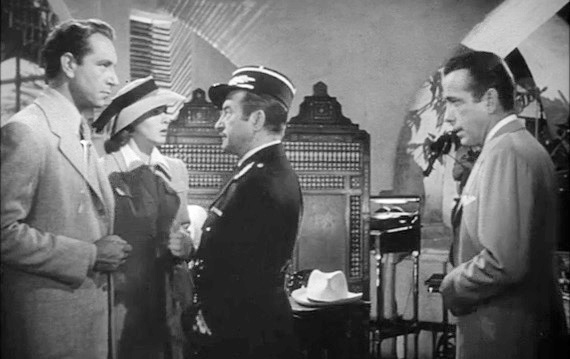
Le succès de Casablanca détériora les relations entre Bogart et Jack Warner

Avant que les États-Unis ne s'impliquent dans la Seconde Guerre mondiale, Harry Warner produit le film engagé, au propos du Nazisme, La Vie d'Émile Zola. Après ce dernier, Harry supervise la production de plusieurs autres films antinazis, comme Les Aveux d'un espion nazi (1939), L'Aigle des mers (qui donna au roi Phillip II l'image d'Adolf Hitler), Sergent York, et You're in the Army Now. Quand les États-Unis entrent officiellement en guerre, Harry Warner décide de se concentrer sur la production de films de guerre. Mais un quart des employés du studio, dont Jack Warner et son fils, sont appelés sous les drapeaux.
Parmi les films que le studio produit durant la guerre, on retrouve Casablanca (1942), Une femme cherche son destin, La Glorieuse Parade, This Is the Army (1943) ou encore le controversé Mission to Moscow. Durant les trois premières projections de La Glorieuse Parade (à Los Angeles, New York et Londres), 15 600 000 $ sont pris en billets de trésorerie par les gouvernements anglais et américain. Mais au milieu de 1943, les spectateurs commencent à se lasser des films de guerre et malgré une pression grandissante, la Warner continue d'en produire, ne tenant pas compte de la perte d'argent. Finalement, en l'honneur du soutien du studio en faveur de l'armée (20 000 000 $ en billets de trésorerie ont été obtenus à travers le studio, la Croix-Rouge américaine a collecté 5 200 pintes de plasma sanguin parmi les employés et 753 autres employés ont servi dans l'armée), le gouvernement baptise un Liberty ship aux noms de Harry Warner et de son père, Benjamin Warner.

#### Les acteurs ne veulent plus de contrats longue durée
À la suite d'une dispute sur la propriété de l'Oscar du meilleur film pour Casablanca, le producteur Hal B. Wallis démissionne de la Warner Bros. Ce même film fait de Bogart l'un des acteurs principaux du studio mais n'empêche pas la détérioration de ses relations avec Jack Warner. En 1943, Olivia de Havilland (que la Warner « prête » à différentes compagnies) poursuit en justice le studio pour obtenir la rupture de son contrat. En effet, elle refuse de jouer l'abolitionniste Elizabeth Blackwell dans un film pour la Columbia Pictures, ce à quoi Warner répond en envoyant près de 150 télégrammes aux différentes sociétés de production en leur demandant de ne l'engager pour aucun rôle. Cependant, de Havilland découvre qu'un contrat aux États-Unis ne pouvait servir que pour sept ans ; or elle était sous contrat depuis 1935. Le procès tourne ainsi en sa faveur et elle quitte le studio. À la suite de cette victoire, plusieurs des acteurs du studio sont désormais libérés de leur contrat et Harry Warner décide de mettre fin à la politique de suspension du studio.
La même année, Jack Warner signe avec Joan Crawford, anciennement à la MGM et célébrité dont la carrière s'essouffle. C'est dans Hollywood Canteen (1944) qu'elle joue pour la première fois pour le studio mais son premier rôle principal elle le trouve dans Le Roman de Mildred Pierce. Ce rôle qui lui vaut l'Oscar de la meilleure actrice, relance sa carrière.

### 1946-1956: Les changements d'après-guerre

#### Confrontation à la politique
Le record d'affluence durant la Seconde Guerre mondiale rend les frères Warner riches. L'image réaliste des années 1930 a cédé à un regard plus brillant, particulièrement dans les mélodrames avec Davis, de Havilland ou Crawford. Durant les années d'après guerre, les frères Warner continuent à chercher de nouvelles stars, comme Lauren Bacall ou Doris Day, faisant ainsi prospérer le studio. En 1946, la masse salariale de la société atteint 600 000 $ par semaine et permet un profit net de 19 400 000 $.
Un problème persiste néanmoins : Jack Warner refuse de satisfaire les demandes salariales de la Screen Actors Guild. En septembre 1946, les employés lancent une grève qui dure un mois. Dans sa riposte, Warner — à travers son témoignage en 1947, précédant un congrès pour réaliser une propagande du film Mission to Moscow, en Russie — accuse certains de ses employés d'être des communistes. À la fin de cette même année, le studio atteint un profit net record de 22 000 000 $, mais il chuta de 50 % l'année suivante. Le 5 janvier 1948, la Warner offre la première actualité filmée, traitant du tournoi de la parade des roses et du Rose Bowl Game. En 1948, Bette Davis, actrice majeur du studio et désormais appréciée par Jack Warner, pose souci à Harry après qu'elle a quitté le studio après le tournage de La Garce.
La Warner Bros. est touchée par le United States v. Paramount Pictures, Inc. des années 1940. Cette décision, prise par le Département de Justice et la Federal Trade Commission, revendique les cinq chaînes de cinémas détenues par les majors afin de permettre la concurrence. La Cour suprême des États-Unis entend parler de cette affaire en 1948 et statue sur la décision. La Warner Bros. Pictures, ainsi que les quatre autres majors, sont obligés de dissocier production et distribution. En 1949, le profit net de la compagnie n'est « que » de 10 000 000 $.

#### Le CinemaScope face à l'avènement de la télévision
En 1949, avec le succès de la télévision qui menace de plus en plus l'industrie cinématographique, Harry Warner décide de se tourner vers ce nouveau média. Cependant, la Federal Communications Commission n'autorise pas ce changement et après un essai infructueux de convaincre d'autres studios de production cinématographique de se tourner vers la télévision, Harry abandonne son effort. Au début des années 1950, la menace de la télévision devient oppressante et en 1953, Jack Warner décide de tenter une nouvelle approche pour rester en compétition face à cette menace. Avec le succès du film en 3D de la United Artists, Bwana Devil, Jack décide de développer cette technique avec L'Homme au masque de cire. Malgré le succès du film, le cinéma en relief ne conquiert pas les cinéphiles.
Après la chute du cinéma en 3D, Harry Warner décide d'utiliser le CinemaScope pour les futurs films du studio. L'un des premiers films en CinemaScope, Écrit dans le ciel (désormais détenu par la Paramount Pictures), fait gagner un peu d'argent au studio. En 1954, le studio peut enfin s'engager dans la télévision en fournissant à ABC un show hebdomadaire, Warner Bros. Presents, un programme qui ne rencontre pas le succès escompté. Malgré cet échec, la Warner produit la série télévisée Cheyenne qui est appréciée des téléspectateurs et qui pousse le studio à poursuivre sur cette voie avec des séries de Westerns populaires, comme Maverick, Bronco ou Colt 45. Le succès de ces séries permet de compenser les pertes engendrées par les films, convaincant ainsi Jack Warner de se concentrer sur la production pour la télévision. Après quelques années, le studio, habitué à traiter les acteurs de façon autoritaire, provoque une réaction hostile de la part des nouvelles vedettes de la télévision, telles que James Garner, qui poursuivent en justice le studio au sujet de leur contrat. Jack Warner, irrité par l'ingratitude des acteurs de télévision qui agissent avec plus d'indépendance que les acteurs de cinéma, les méprise.

#### Jack Warner prend le pouvoir
Peu avant 1953, le Warner theater, auparavant détenu par la Stanley Warner Theaters, est vendu à la Simon Fabian Enterprises, ce qui n'empêche le studio de perdre de l'argent. À la fin de 1953, le profit net du studio s'élève à 2 900 000 $ et se situe entre 2 et 4 000 000 $ pendant les deux années suivantes. En février 1956, Jack Warner vend les droits de tous les films antérieurs à 1950 à l'Associated Artists Productions (qui fusionnera avec l'United Artists Television en 1958),.
En mai 1956, les frères Warner annoncent qu'ils mettent en vente la Warner Bros. Jack, cependant, organise secrètement un syndicat — dirigé par le banquier Serge Semenenko — pour prendre 800 000 parts, soit 90 % de la compagnie. Après la vente conclue, Jack — grâce à son organisation — rejoint le syndicat de Semenenko et rachète toutes ses parts, soit 200 000 actions. En juillet, Jack — désormais le plus grand actionnaire de la société — se nomme nouveau président de la Warner Bros. Harry et Albert découvrent le stratagème de leur frère mais il était déjà trop tard. Jack annonce que la compagnie et ses filiales seront « dirigées plus vigoureusement, dans le but d'acquérir la plupart des meilleures histoires, de nouveaux talents, et dans le but de produire un cinéma des plus fins possible ».

### 1956-1995: Succession de propriétaires

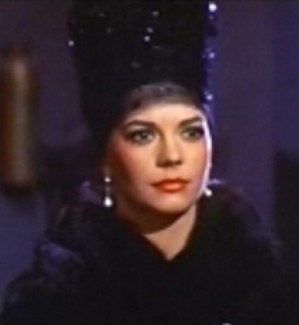
Natalie Wood dans Gypsy, vénus de Broadway

La Warner Bros. rebondit à la fin des années 1950 en se spécialisant dans l'adaptation de pièces populaires comme La Mauvaise Graine (1956), Deux farfelus au régiment (1958) et Gypsy, vénus de Broadway (1962) ; ou de romans comme À l'est d'Éden et La Fureur de vivre (1955) avec James Dean ou encore La Peur au ventre et L'Allée sanglante (1955). Son département de télévision, dirigé par William T. Orr, le fils de Jack Warner, est également reconnu dans le monde entier grâce à des séries comme Maverick (de 1957 à 1962) ou 77 Sunset Strip (de 1958 à 1964). Déjà propriétaire de vastes sociétés d'éditions musicales, le studio crée en 1958 une nouvelle filiale, la Warner Bros. Records.
Jack, après un accident de voiture en France en 1958, retourne au studio et s'assure que son nom apparaisse toujours dans les communiqués de presse du studio. Les trois premières années des années 1960, le profit net du studio dépasse légèrement les 7 000 000 $. Alors, Warner dépense près de 5 500 000 $ pour acquérir les droits de la comédie de Broadway My Fair Lady en février 1962. Le précédent détenteur, le directeur de CBS, William S. Paley, impose au contrat des clauses lui permettant de récupérer la moitié des profits bruts de distribution ainsi que de la propriété du négatif à la fin du contrat. En 1963, le profit net chute de 3 700 000 $. Au milieu des années 1960, un déclin de la production cinématographique commence. Il y a peu de films produits par un seul studio, à la différence des coproductions (pour lesquelles la Warner fournit de l'équipement, de l'argent ou s'occupe de la distribution), et quelques rares films indépendants.

#### Fusion avec Seven Art
En 1963, Jack Warner décide de fusionner la Warner Bros. Music avec la Frank Sinatra's Reprise Records. En 1964, au vu du record du profit engrangé par la vente des musiques de films, Jack Warner décide de récupérer la propriété des musiques des films que la Warner produit et se concentre sur la Warner Bros. Records. Durant dix-huit mois, la filiale musicale du studio perd près de 2 000 000 $ mais avec le succès du film La Grande Course autour du monde (1965) et de sa bande originale, la Warner Bros. Records gagne enfin de l'argent. Le film Qui a peur de Virginia Woolf ? (1966) est également un énorme succès au box-office.
En novembre 1966, le vieillissant Jack Warner cède le contrôle du studio à la Seven Arts Productions, dirigée par les investisseurs canadiens Elliot et Kenneth Hyman, pour 32 000 000 $. La société est alors rebaptisée Warner Bros.-Seven Arts. Jack Warner demeure cependant le président jusqu'à l'été 1967 quand sort Camelot, décevant au box-office. Jack cède alors son poste de longue date à Ben Kalmenson mais reste cependant au sein du studio comme producteur indépendant et vice-président. Avec le succès de Bonnie et Clyde (1967), la Warner Bros. fait à nouveau des bénéfices.

#### La société intègre un conglomérat
Deux ans plus tard, les frères Hyman ne supportent plus la présence constante de Jack Warner et acceptent une offre de rachat de plus de 64 000 000 $ provenant du conglomérat Kinney National Company. Kinney possède déjà l'agence hollywoodienne Ashley-Famous et National Periodical Publications, plus connu sous le nom de DC Comics. En 1969, la Kinney National Company rachète donc Warner Bros.-Seven Arts et l'associe à ses nombreuses propriétés. Mais la loi antitrust interdit d'avoir un studio (Warner) et une agence de talent (Ashley). Ce sera l'agence de talent qui sera revendue. Comme c'est le dirigeant Ted Ashley qui avait suggéré à Kinney de demander à Steve Ross d'acheter la Warner, Ashley devient le nouveau président du studio, qui prend le nom de Warner Bros., Inc.. Jack Warner est outragé par cette vente de Hyman et décide donc de se retirer complètement.
Bien que le nombre de spectateurs diminue encore, la nouvelle direction de la Warner croit au pouvoir des stars et multiplie les coproductions avec les plus grands noms de l'époque, tels que Paul Newman, Robert Redford, Barbra Streisand ou encore Clint Eastwood, menant le studio au succès durant les années 1970 et 1980. La Warner fait de gros profits avec des films et séries télévisées sur les personnages Superman, Batman et Wonder Woman, détenus par la DC Comics, une filiale de la Warner. Elle mise également sur des films plus violents comme L'Arme fatale, qui devient l'un des plus grands succès du cinéma d'action.

Le logo de Warner Bros. conçu par Saul Bass dans les années 1970

En abandonnant les dépôts mortuaires et quelques autres activités, la Kinney se renomme, en l'honneur de sa possession la plus connue, en « Warner Communications ». Durant vingt ans, la Warner Communications s'ouvre à de nouvelles activités, comme l'acquisition de la société de jeux vidéo Atari et la société de parcs à thèmes Six Flags.
De 1971 jusqu'à la fin de 1987, les opérations de distribution internationales se déroulent en collaboration avec la Columbia Pictures, collaboration permettant également de distribuer des films d'autres compagnies (comme EMI Films ou Cannon Group pour le Royaume-Uni). La Warner met fin à cette collaboration en 1988 et rejoint la Walt Disney Pictures jusqu'en 1993, quand Disney créé la Buena Vista International.
À la surprise de beaucoup, la Warner Communications fusionne en 1989 avec la maison d'édition Time, Inc.. Bien que le Time et ses magazines le nient devant le public, la Warner Bros. apporte les plus gros profits de la société. La fusion avec la Time Warner est sur le point de ne plus se faire quand la Paramount Communications lance une offre publique de 12 200 000 000 $, qui force la Time à pousser son offre jusqu'à 14 900 000 000 $. La Paramount répond avec un procès qui prit place dans le Delaware, pour casser cette fusion. Mais elle perd et la fusion a lieu peu après.
En 1997, la Time Warner vend la filiale Six Flags. La prise de contrôle d'AOL par la Time Warner, en 2000, ne réussit pas et, après l'écroulement des actions, le nom d'AOL est banni de l'enseigne de l'entreprise.

### Le studio, aujourd'hui

#### Productions télévisuelles

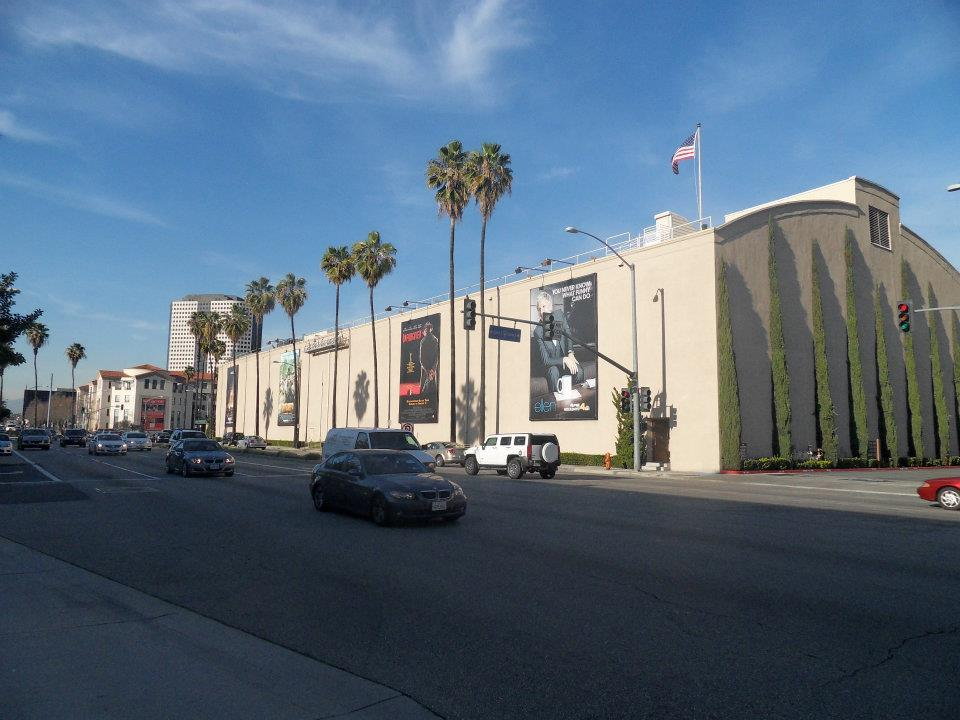
Vue des studios depuis la rue.

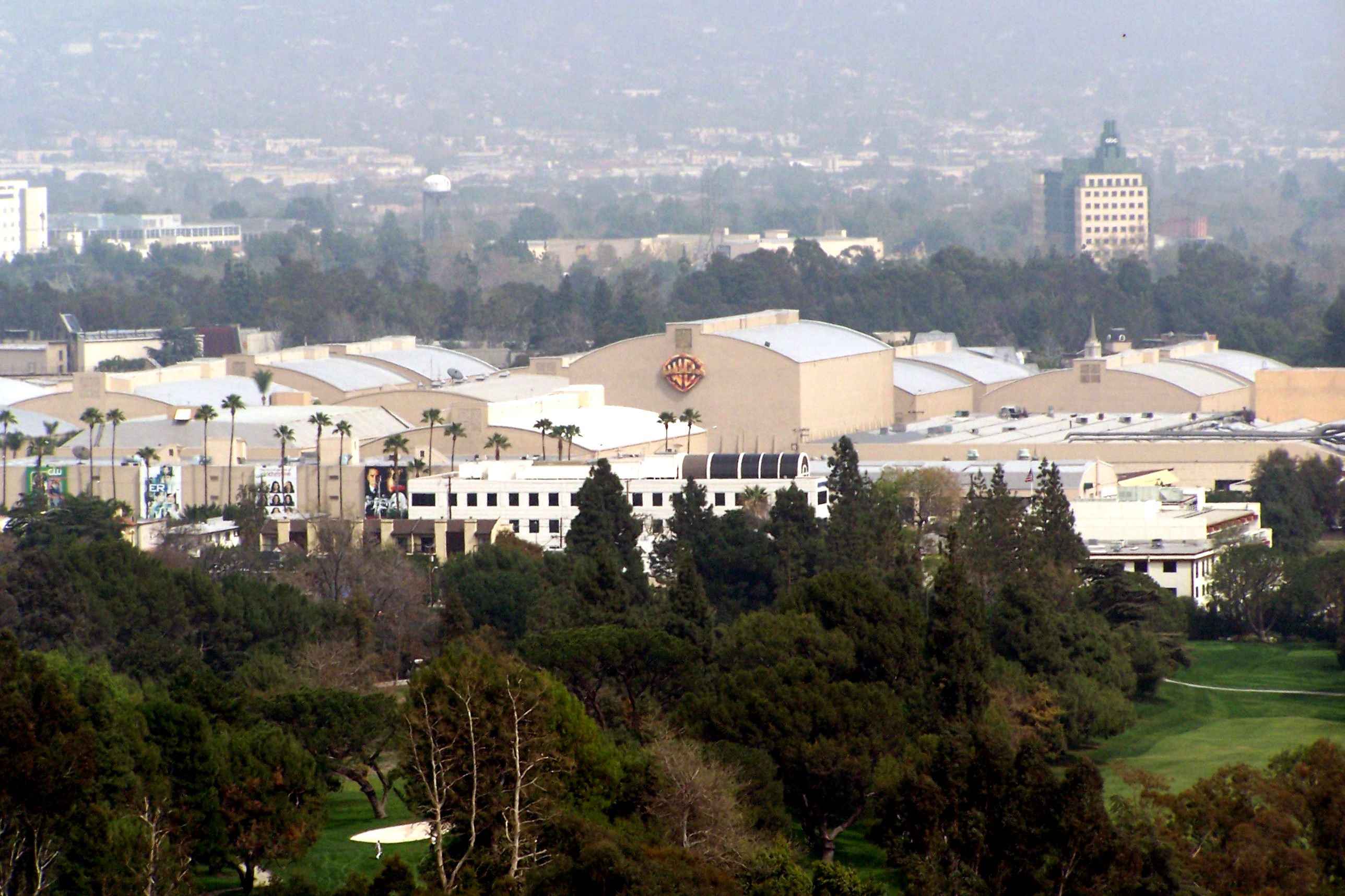
Vue panoramique des studios de nos jours

En 1995, la Warner et le propriétaire de la Tribune Company, à Chicago, lancent le The WB Television Network, trouvant ainsi leur place sur le marché de la programmation pour adolescents. Les premiers programmes incluent Buffy contre les vampires, Smallville et Dawson. Deux drames plébiscités produits par la Spelling Television, Sept à la maison et Charmed, permettent à la Warner de se placer au-devant de la scène : Charmed dure 8 saisons et représente ainsi la plus longue série dramatique mettant en scène des femmes dans les rôles principaux (Bien qu'aujourd'hui c'est Desperate Housewives qui détient ce record) et Sept à la maison dure onze saisons et représente la plus longue comédie familiale dramatique ainsi que la plus longue série de la Warner Bros. En 2006, la Warner et CBS Paramount Television décident d'arrêter United Paramount Network et de lancer la CW Television Network.

#### Monde des sorciers
À la fin des années 1990, la Warner obtient les droits de la saga Harry Potter et produit ses adaptations qui sortent entre novembre 2001 et juillet 2011. Harry Potter et le Prince de sang-mêlé est initialement prévu pour novembre 2008 mais, à trois mois de la sortie, celle-ci est repoussée à juillet 2009 officiellement à cause de la grève de la Writers Guild of America. En réalité, la décision est uniquement financière. Alan Horn déclare à ce propos qu'« il a vu le film. Il est fabuleux. Qu'ils auraient été parfaitement capables de le distribuer en novembre ». La Warner Bros. décide également d'adapter le dernier tome, Harry Potter et les Reliques de la Mort en deux films qui sortent en 2010 et 2011. À partir de 2016, la Warner produit la série de films Les Animaux fantastiques, qui se situent dans le même univers étendu que l'histoire de Harry Potter, mais une soixantaine d'années plus tôt dans la chronologie. Le monde des sorciers de J. K. Rowling est l'une des franchises les plus rentables de l'histoire du cinéma.

#### La Warner et les petits studios

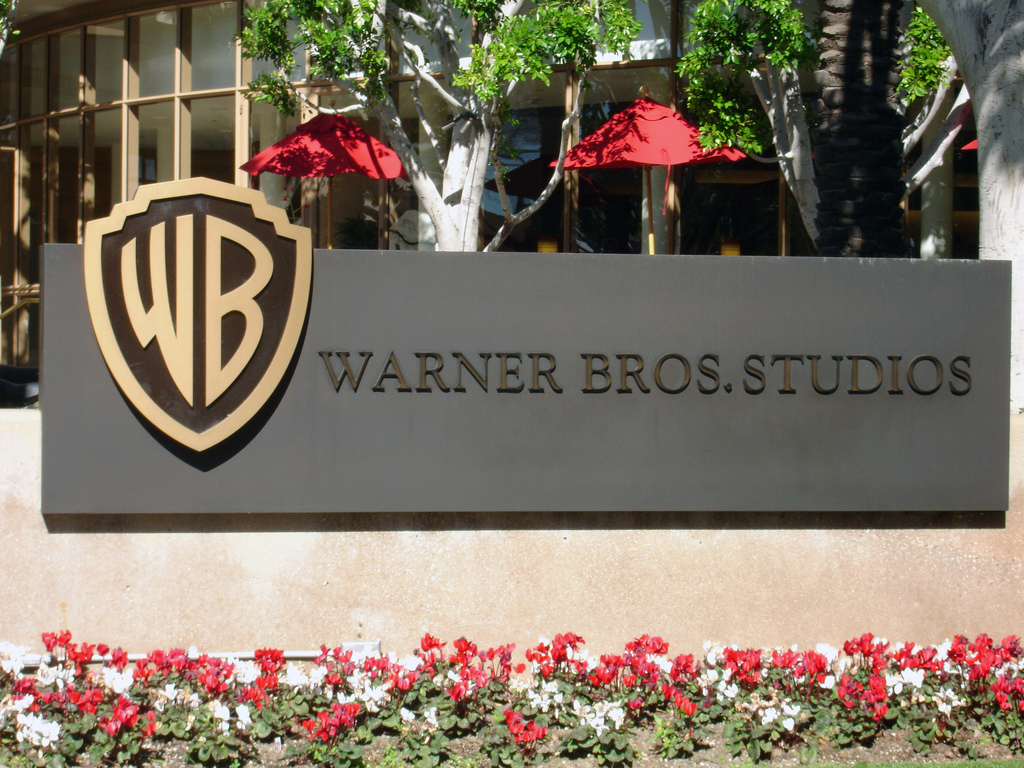
Enseigne des studios Warner

Au cours des années suivantes, la Warner Bros. distribue ou coproduit des films en association avec plusieurs petites compagnies, incluant l'Amblin Entertainment, la Morgan Creek Productions (travaillant désormais pour Universal Pictures), la Regency Enterprises (travaillant désormais pour la 20th Century Fox), la Village Roadshow Pictures, la Legendary Pictures, les Virtual Studios, la Silver Pictures (travaillant désormais pour la Dark Castle Entertainment), la Ladd Company et la Geffen Film Company.

#### Le marché vidéo
La Warner joue un grand rôle dans l'arrêt du format HD DVD. Le 4 janvier 2008, le studio annonce qu'il favorisera le format Blu-ray. Jusqu'à la date d'expiration du contrat entre la Warner et Toshiba, en mai 2008, le studio distribue donc des HD DVD mais après la sortie des Blu-rays et des DVDs. En parallèle, Walmart décide de ne plus produire d'HD DVD, poussant Toshiba à annoncer la mort officielle de son format lors d'une conférence de presse le 19 février 2008.

#### Situation après la crise de 2008
La Warner Bros. célèbre son 85e anniversaire le 4 avril 2008. De plus, en 2008, le studio bat un record historique, dépassant un profit de 1 853 000 000 $. Le précédent record était détenu par Sony en 2006, avec 1 711 000 000 $. Malgré la réussite du studio, en 2009, à cause de la crise financière, Barry Meyer et Alan F. Horn ont décidé de se séparer de 10 % de leurs effectifs, soit 800 employés pour « maîtriser les coûts ». En mai 2008, la Warner avait déjà fermé deux de ses unités indépendantes, à la suite de l'achat de la New Line Cinema.
En février 2014, Warner Bros acquiert une grande partie d'Eyeworks, une société de production néerlandaise qui emploie 1 000 personnes, pour un montant inconnu mais estimée à 200 millions d'euros,,.

#### Les licences superhérosDC Comics(2008-présent)

##### Télévision
Les comics de la firme DC ont été, depuis leurs créations (les années 1930), produits, adaptés, distribués ou même diffusés de nombreuses fois à la télévision, à la radio et au cinéma via Warner. Ainsi, les séries télévisées telles que Batman (1966) avec Adam West, Wonder Woman (1975) incarnée par Lynda Carter ou encore Loïs et Clark : Les Nouvelles Aventures de Superman (1993) comprenant en vedette Dean Cain et Teri Hatcher, étaient de véritables succès, devenant à leurs époques des phénomènes sociétaux, tout en étant considérées à l'heure actuelle, comme des programmes cultes de la télévision américaine,,.
D'autres programmes comme Flash (1990) avec John Wesley Shipp et Smallville (2001) portée par Tom Welling, obtiennent également un immense succès. Récemment, les shows tels que Arrow (2012) ayant pour vedette Stephen Amell, Gotham (2014) via Ben McKenzie, Flash (2014) à travers Grant Gustin, Supergirl (2015) interprétée par Melissa Benoist ou encore Legends of Tomorrow révélée par Victor Garber, continuent de perpétuer le succès télévisuel de Dc Comics via Warner.
Des séries télévisées d'animations incluant : Le Plein de super (1973 à 1988) considérée comme l'un des 50 meilleurs cartoons de tous les temps, Batman (1992) élue 7e meilleure cartoon de tous les temps et remportant de nombreux prix,, Superman, l'Ange de Metropolis (1996),, La Ligue des justiciers (2001) qui est classé à la 20e place des meilleurs cartoons de tous les temps, Batman, la relève (1999) érigée au 40e rang des meilleurs cartoons de tous les temps, Static Choc (2000), Teen Titans : Les Jeunes Titans (2003), La Ligue des justiciers : Nouvelle Génération (2010), ont toutes marqué leurs époques et toutes furent acclamées aussi bien par la critique, que par le public, remportant au passage, des multiples récompenses pour leurs qualités. Elles sont également toutes érigées dans le classement des meilleurs cartoons de tous les temps.

##### Cinéma

###### Batman
Le film Batman, paru en 1989, a été un succès commercial et critique, rapportant plus de 400 000 000 de dollars au box-office mondial,. Il est, à l'époque de sa sortie, le 5e film le plus rentable de tous les temps. Batman a reçu de multiples nominations aux Golden Globes et Saturn Awards et gagna un Oscar. Le succès du film inspira la série animée Batman de l'univers des DC animé et influença le marketing moderne, ainsi que les techniques de développement des films de superhéros, tout en engendrant plus de 750 millions de dollars sur les produits dérivés,. La bande originale du film de Danny Elfman incluant les titres de Prince, est un énorme succès, en se vendant à 11 millions d'exemplaires dans le monde, tout en étant appuyé par les singles no 1 Batdance, Partyman et Scandalous!. Du fait de son succès et son impact dans la pop culture, le film et sa bande originale sont considérés comme cultes,,,,,,,.
Batman, le défi est sorti aux États-Unis le 19 juin 1992 rapportant 45,69 millions $ dans 2644 salles de cinéma lors du weekend d'ouverture. C'est le weekend d'ouverture le plus rentable de 1992 et de tous les temps à cette période. Il engrange 162 830 000 $ aux États-Unis pour 18 semaines de présence, 104 millions $ à l'étranger et une recette mondiale de 266 822 354 $. Il est le troisième film le plus rentable des États-Unis en 1992 et le sixième au niveau mondial.
Un 3e volet intitulé Batman Forever, parait le 16 juin 1995 aux États-Unis et reçoit des critiques globalement négatives de la presse, mais récolte tout de même 336 531 112 millions de dollars de recettes dans le monde. Le 1er single de la bande originale du film Kiss from a Rose du chanteur britannique Seal, est un succès en se classant à la 1re place des meilleures ventes de singles dans de nombreux pays, tout en se vendant à 8 millions d'exemplaires dans le monde. Il remporte 3 récompenses dont le Grammy Award de l'enregistrement de l'année, Grammy Award de la chanson de l'année et Grammy Award du meilleur chanteur pop.
Du fait de ce succès, un 4e opus Batman et Robin, sort en 1997. Si le film reçoit des critiques mitigées, il est cependant rentable avec plus de 238 millions de dollars. Quant à sa musique The End Is the Beginning Is the End des Smashing Pumpkins, qui apparaît dans le générique de fin, elle vaut au groupe le Grammy Award de la meilleure performance hard rock en 1998 et devient culte. La bande originale se vend bien et se classe notamment 5e au Billboard 200.
Au milieu des années 2000, Warner et DC Comics, relancent leurs licences de superhéros au cinéma, en adaptant Batman et Superman. Ainsi la trilogie de Batman, réalisée par Christopher Nolan, comprenant Batman Begins (2005), The Dark Knight : Le Chevalier noir (2008) et The Dark Knight Rises (2012), réalise la somme colossale de 2.464 milliards de dollars de recette, ce qui est un record pour une trilogie filmique basée sur un superhéros,,.

###### Green Lantern
Entretemps, Green Lantern, réalisé par Martin Campbell et sorti en 2011, reçoit des critiques mitigées, tout en étant tout juste rentable avec plus de 220 millions de dollars de recettes mondiales.

###### Superman
Si Superman Returns, réalisé par Bryan Singer en 2006 est un succès modéré, le reboot intitulé Man of Steel, dirigé par Zack Snyder, qui récolte 668 millions, relance la franchise de ce superhéros au cinéma.

###### Batman v Superman
Du fait de ce succès, l’idée d’unir Batman et Superman au cinéma, donnera naissance au film Batman v Superman : L'Aube de la Justice, qui sort en 2016. Le film est considéré comme un événement du fait du sujet traité : en l’occurrence le combat de Batman contre Superman, qui sont deux icônes de la pop culture depuis les années 1930, mais également du fait de la première apparition cinématographique des héros aussi cultes comme : Wonder Woman, Flash, Aquaman et Cyborg,,,,.
Lors de son avant-première aux États-Unis, le film gagne 27,7 millions de dollars de recettes le jeudi 24 mars 2016, ce qui en fait le meilleur démarrage de l'année 2016 (détrônant ainsi Deadpool) et devient par la même occasion, le meilleur démarrage d’un weekend de Pâques (battant le record de Fast and Furious 7), le deuxième meilleur démarrage pour un film de super-héros (derrière The Dark Knight Rises) et le septième meilleur démarrage de tous les temps pour une 1re journée d'exploitation, avec 3,6 millions de dollars de recettes pour des projections IMAX, ce qui est également un nouveau record pour le week-end de Pâques,.
Il fait un excellent démarrage lors de sa sortie en salles, en s’érigeant à la 1re place dans plus de dix pays, amassant au total plus de 7 millions de dollars de recettes en l’espace d’une seule journée sur 5 900 écrans, ce qui est un record pour un film de superhéros,. Au total, lors du weekend de Pâques, il récolte plus de 424,100 millions de dollars de recettes mondiales, ce qui en fait le meilleur démarrage de l’histoire de la Warner Bros. et de DC Comics et le quatrième meilleur démarrage de tous les temps,,,,,.

###### Suicide Squad
Sorti le 1er août 2016 aux États-Unis, le film Suicide Squad est un succès, récoltant plus de 746, 8 millions de dollars de recettes dans le monde,,.

###### Wonder Woman
Le 2 juin 2017 aux États-Unis, le film Wonder Woman, dévoilant les aventures de Diana Prince, déesse amazone, qui utilise ses pouvoirs afin de sauver la Terre, sort au cinéma et est un succès. Lors de son exploitation, le film bat plusieurs records,,,,. D'abord, pour son premier week-end d'exploitation, le film récolte plus de 200 millions de dollars de recettes. Wonder Woman devient dès lors le plus gros succès commercial lors de son premier week-end d'ouverture pour un film réalisé par une femme, devançant ainsi Cinquante nuances de Grey. Deuxièmement, après quatre semaines d'exploitation aux États-Unis, le film récolte 346,6 millions de dollars et dépasse ainsi les résultats obtenus par Batman v Superman : L'Aube de la justice en douze semaines (soit 330 millions de dollars), Suicide Squad en quatorze semaines (pour 325 millions de dollars) et Man of Steel en quatorze semaines (avec 291 millions de dollars) et se hisse donc à la première place des plus gros succès de l'univers cinématographique de DC Comics aux États-Unis, la seconde place derrière Batman v Superman : L'Aube de la Justice au box-office mondial et à la troisième pour les adaptations des comics de DC Entertainment,.
Au total, le film amasse 821 millions de dollars de recettes, devenant le 5e meilleur démarrage de l'année 2017, le 17e meilleur démarrage d'une franchise de tous les temps, le deuxième meilleur box-office américain pour un film basé sur les origines d'un super héros avec 412 millions de dollars, derrière Black Panther et devant Spider-Man de 2002. Il est également élu à la 1re place des meilleurs films de super-héros de tous les temps par le site de critiques Rotten Tomatoes, avec plus de 92 % de critiques positives et une note de 7.5/10,.

###### Aquaman
Le 21 décembre 2018, le film Aquaman, sort aux États-Unis. Avec plus de 135,9 millions de dollars de recettes en Chine en seulement trois jours, il surpasse tous les films DC et Marvel réunis dans ce pays,,,,,,,.
Le film est un énorme succès, dépassant les prédictions du studio, en amassant plus de 1 milliard de dollars de recettes, tout en étant acclamé par la critique pour ses effets spéciaux spectaculaires, ses jeux d'acteurs et son ambition,,.. Il est également le 5e meilleur démarrage de l'année 2018,.

###### Shazam!
Le film Shazam! sort aux États-Unis le 5 avril 2019. Avec 360 millions de dollars de recettes mondiales, le film est un succès et reçoit des critiques positives,, qualifié par certains journalistes comme le meilleur film de l'univers cinématographique DC depuis Wonder Woman. Il obtient 92% d'avis favorables sur l'agrégateur américain Rotten Tomatoes. Sur Metacritic, il obtient la note moyenne de 72/100 pour 47 critiques.

## Catalogue de films
Au fil des années, une série de fusions et d'acquisitions aide la Warner (aujourd'hui filiale de la Time Warner) à accumuler diverses collections de films, dessins animés ou programmes télévisés. Par ailleurs, en 2008, la Warner Bros. crée le service Warner Archive qui permet aux internautes de télécharger ou de commander un DVD de films n'étant plus commercialisés,.

### Productions Warner d'avant 1950

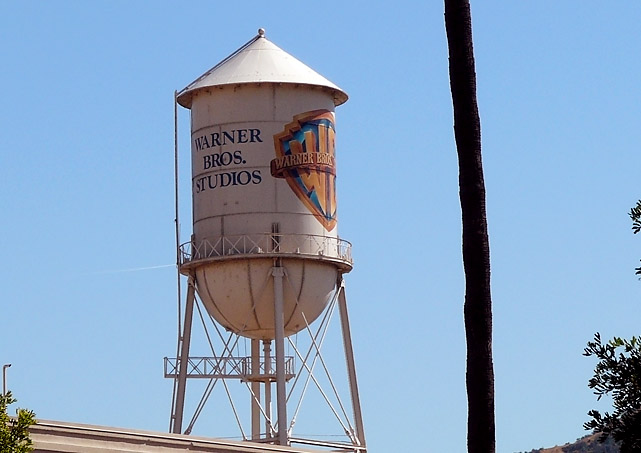
Château d'eau de la WB

Après le procès de 1948, les temps incertains mène la Warner, en 1956, à vendre la majorité de ses films et dessins animés d'avant 1950, à une compagnie qui deviendra l'Associated Artists Productions (AAP). Deux ans après, cette dernière est vendue à l'United Artists. En 1981, la MGM rachète alors l'United Artists et, par la même occasion, l'AAP.
Trois ans après, la Turner Broadcasting System, qui n'a pas réussi à acheter la MGM, veut la propriété du catalogue de la MGM, incluant la plupart des longs métrages d'avant 1986 produits par la MGM ainsi que tous les films d'avant 1950 de la Warner,. La collection Warner est reconstituée quand la Time Warner achète la Turner. En théorie, les films sont détenus par la Turner Entertainment et leur vente et distribution sont assurées par la Warner.
Ces acquisitions, parmi d'autres, signifient que la Warner détient la plupart des films qu'elle a produit depuis sa création, excepté certains films qu'elle a simplement distribué. Beaucoup des autres films du catalogue américain (avec certaines exceptions, comme La Bataille des Ardennes, que la Warner Bros. détient) sont désormais sous la propriété de la Republic Pictures et de la Paramount (qui détiennent également désormais Cujo, produit par une division de la Taft Broadcasting, avec une licence vidéo de la Lions Gate Film.

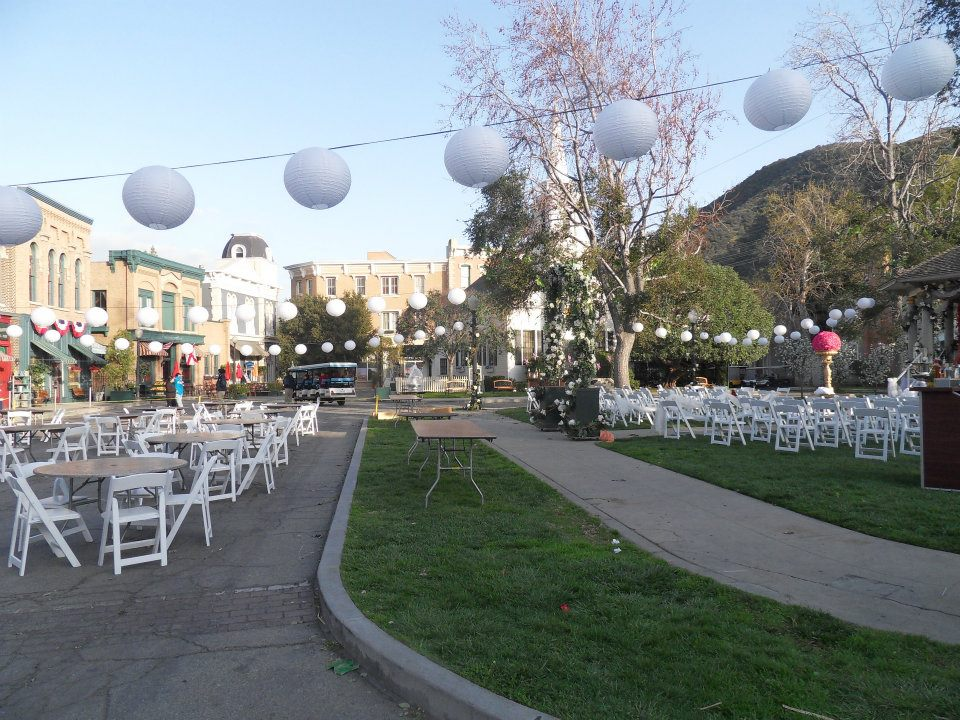
Tournage dans les studios de Burbank, Californie

### Partages de droits
Sept ans après sa sortie en 1964, les droits de My Fair Lady retournent à la CBS, qui avait assuré la distribution. Cependant la Warner détient les droits du DVD conformément à la licence de la CBS (35 ans après, la CBS et la Warner Bros. ont formé la The CW Television Network).
La Warner acquiert la plupart du catalogue de la compagnie Hanna-Barbera, ainsi que la plupart des films d'avant 1990 de Ruby-Spears Productions. Ceci n'inclut pas les séries basées sur d'autres licences (comme la version animée de Happy Days, Mork and Mindy ou Laverne and Shirley qui sont détenues par la CBS Paramount Television).
Précédemment détenus par la HiT Entertainment / Lyric Studios et par la Playhouse Disney, depuis 2007, la Warner Bros. détient désormais les droits de production de The Wiggles. En 2007, la Warner Bros. ajoute le catalogue de Peanuts / Charlie Brown à sa collection (incluant tous les shows télévisés et les séries, en dehors des films, qui sont encore détenus par la CBS et la Paramount

### Particularité du catalogue
Une raison à la construction de ce catalogue est que la Warner détient beaucoup de travaux provenant de personnes variées. Par exemple, ils détiennent sept des films tournés par Stanley Kubrick (incluant cinq distributions par la Warner et deux par la MGM), la plupart des films dans lesquels Joan Crawford a joué (tous ceux de la MGM ou de la Warner) et tous les dessins animés dirigés par Tex Avery (sauf quatre qui sont détenus par Universal), en plus de ses créations telles que The Kwicky Koala Show.

### Warner Bros. Animation
Warner Bros. Animation est une filiale de Warner Bros. Pictures, qui compte parmi les plus grands studios d'animation américains. On l'associe souvent aux personnages des Looney Tunes ou des Merrie Melodies, du fait des nombreuses franchises qu'elle possède, telles que Tom et Jerry, Bugs Bunny, Daffy Duck ou encore Porky Pig. Ces derniers sont parmi les personnages de dessins animés les plus célèbres dans le monde.

Bugs Bunny, ambassadeur de la marque.

Tout a commencé avec Bosko, un personnage créé par Hugh Harman et Rudolf Ising alors sous contrat avec Leon Schlesinger dont le studio servait d'intermédiaire avec la Warner. Quelques années plus tard, Warner Bros. Pictures décide de racheter le studio de Schlesinger. Une nouvelle équipe prend place aux studios, composée de Friz Freleng, Tex Avery, Bob Clampett et Chuck Jones.
Depuis 1980, ainsi, le studio a comptabilisé nombre de films d'animation, de dessins animés ou même de shows télévisés qui s'ajoutent au catalogue de la Warner Bros. Pictures. Parmi ceux-ci, on retrouve par exemple Poucelina, Happy Feet, Les Noces funèbres, Le Géant de fer, Space Jam, Batman, Animaniacs, voire la liste complète. Depuis la fin des années 1980. Au catalogue construit par Warner Bros. Animation, s'ajoute celui des studios Hanna-Barbera Productions, rachetés pendant les années 1990 par la Warner Bros.

### Matériel détenu par la Warner
En plus d'une grande majorité de ses propres films et séries télévisées, la Warner Bros. détient la plupart des films et téléfilms produits par la Lorimar Productions, dont une grande partie de la collection de l'Allied Artists et de la Monogram Pictures comme plusieurs des films tournés par Lorimar mais distribués par la Paramount ; la plupart des films de la Rankin/Bass, ainsi que le catalogue de la National General Pictures, excepté les films produits avec la Cinema Center Films qui sont désormais détenus par la CBS (pour les distributions autres que pour le cinéma) et par la Paramount (pour les distributions uniquement pour le cinéma). La Warner détient également la plupart des droits auxiliaires du catalogue de la Castle Hill Productions, la version datant de 1956 du Tour du monde en quatre-vingts jours, la plupart des films d'avant 1951 de la collection de la Morgan Creek Productions, en plus du catalogue de Saul Zaentz d'avant 1990 et du catalogue de l'Orion Pictures entre 1978 et 1982.
La Warner détient également les droits des trois premiers films non japonais Pokémon, les films de la Castle Rock Entertainment après que la Turner l'a acheté (mis à part Les Derniers Jours du disco et Une vie à deux, ainsi que les droits internationaux de Le Président et Miss Wade détenus par Universal). À ceux-ci s'ajoutent la grande majorité des dessins animés de la MGM d'avant 1986, les droits sur la majorité du catalogue de la RKO Radio Pictures, les courts métrages d'animations de Popeye distribués entre 1933 et 1957 et produits par la Paramount en colicence avec la King Features Syndicate.
Pour finir, la Warner détient les droits de La Star (distribué par la 20th Century Fox), Mr. Wonderful, la version datant de 1931 de Docteur Jekyll et M. Hyde, Sept jours en mai (1964) et Charlie et la Chocolaterie (1971) distribués par la Paramount ; la version de 1931 de Waterloo Bridge et celle de 1936 de Show Boat, ainsi que La Folle Escapade (Watership Down) (1978).

### Films n'appartenant pas à la société

#### Productions Warner

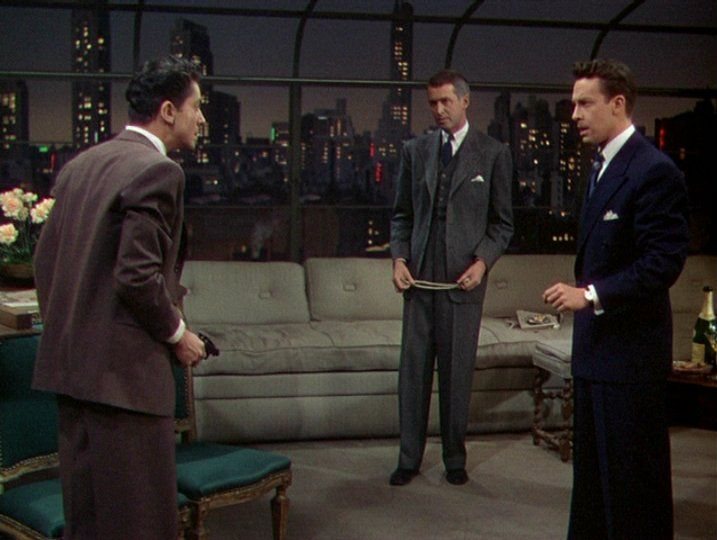
John Dall, James Stewart et Farley Granger dans La Corde

Il demeure cependant quelques exceptions dont voici l'énumération. Certains films avec John Wayne, produits par la Warner Bros. Pictures, sont détenus par la Batjac Productions ou par la société de Wayne elle-même — la Paramount Pictures détient les droits de distributions. La Warner et la Paramount se sont accordées pour placer leurs deux logotypes respectifs pour la distribution DVD de ces films et des dessins animés de Popeye, ainsi que pour le partage des droits de Watchmen ou d'autres films sur lesquels ils ont travaillé ensemble. À ces films s'ajoutent La Corde (1948), un film d'Alfred Hitchcock, Moby Dick (1956) et Sayonara (1957) initialement distribués par la Warner mais appartenant désormais respectivement à l'Universal Pictures, à l'United Artists et à la Metro-Goldwyn-Mayer.
De plus, les droits auxiliaires des films de l'ITC Entertainment, initialement distribués par la Warner Bros. (incluant La Grande Menace, Folie Folie et Capricorn One), sont aujourd'hui à la Granada Productions, et la MGM détient les droits de distribution au cinéma. Le western de 1951, Fort Invincible, produit et distribué par la Warner, est détenu par la Republic/Paramount ; ainsi qu'Universal détient les droits des séries télévisées Les Pierrafeu et Les Jetson. Jack Warner a cédé les droits, en 1950, du film musical This Is the Army (1943) à l'Army Emergency Relief. Le Petit Monde de Charlotte (1973) de l'Hanna-Barbera est aujourd'hui détenu par son distributeur, la Paramount. Les droits des films Le Voyage d'Edgar dans la forêt magique (produit par Hanna-Barbera) et Richard au pays des livres magiques (produit par la Turner Pictures) appartiennent à la 20th Century Fox. Pour finir, Poucelina et Un lutin à Central Park, réalisés par Don Bluth, sont aujourd'hui à la Twentieth Century Fox, et, Officier et Gentleman et Starfighter sont détenus respectivement par la Paramount et l'Universal

#### FilmsMGMnon détenus par laTurner

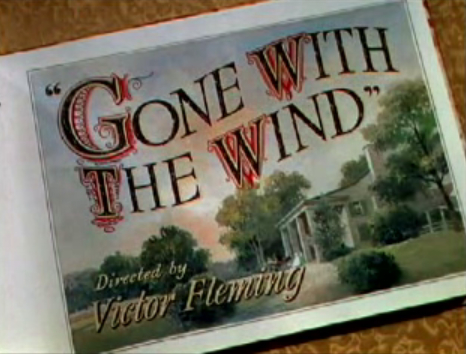
Autant en emporte le vent de la Turner Entertainment

Aujourd'hui, en tant qu'élément de la Time Warner, la Turner Entertainment garde le contrôle de son catalogue, qui inclut Le Magicien d'Oz, A Christmas Story, Autant en emporte le vent et Tom et Jerry. Il demeure des exceptions à ce catalogue, cependant.
La plupart des films de Hal Roach appartiennent à la RHI Entertainment (avec la Genius Products/The Weinstein Company et la Lionsgate qui détiennent les droits vidéo), alors que Un jour une bergère de Roach appartient à son distributeur original, la Metro-Goldwyn-Mayer (en vertu de l'acquisition du catalogue des anciens propriétaires de la Samuel Goldwyn Company, des films d'avant 1996) ; la série de courts métrages Les Petites Canailles distribuée par la MGM avant que le studio ne prenne le contrôle des séries est maintenant à la RHI Entertainment (pour la distribution en salle), à la Genius Products/The Weinstein company (pour la distribution vidéo) et à la Columbia Broadcasting System (pour la diffusion sur télévision). De plus, une comédie musicale produite par Samuel Goldwyn, Blanches colombes et vilains messieurs, acquise par la The Samuel Goldwyn Company, appartient également, désormais, à la MGM.
His Glorious Night, à l'origine détenu par la MGM, appartient maintenant à la Paramount Pictures. Un remake fut tourné en 1960 sous le nom de Un scandale à la cour. Le film L'Enjeu appartient désormais à EMKA, Ltd. / NBC Universal. Le catalogue de la WCW a été acheté par la World Wrestling Entertainment en 2001. De plus, Dar l'invincible est détenu par son producteur, désormais, alors que la Warner se restreint aux droits de diffusion à la télévision. De la même manière, le studio ne détient plus que les droits de diffusion en salle et à la télévision pour The Wall, les autres droits appartiennent désormais à la Sony Music Entertainment. Pour finir, La vie est belle, initialement à la RKO Pictures, est aujourd'hui détenu par la Paramount Pictures via la Republic Pictures — le film a été, durant quelque temps, dans le domaine public jusqu'en 1990, lorsque son copyright fut repris ; et les films de David O. Selznick, distribués par la RKO, comme Deux Mains, la nuit, qui sont désormais à l'ABC / Walt Disney Studios Motion Pictures International.

### Les archives
Les archives de la Warner Bros. à l'université du Sud de la Californie sont la plus grande collection de films de par le monde, pour un seul studio. Offerte en 1977 au département audiovisuel de l'université par la Warner Communications, la collection détaille les activités du studio depuis leur premier long métrage, My Four Years in Germany (1918) à sa vente à la Seven Arts en 1968.
L'United Artists a offert les pellicules au nitrate des films d'avant 1949 de la Warner à la Bibliothèque du Congrès et les négatifs à l'UCLA Film and Television Archive. La plupart des fichiers juridiques, des scénarios et du matériel de production a été offert à l'Université du Wisconsin-Madison.

### Films primés

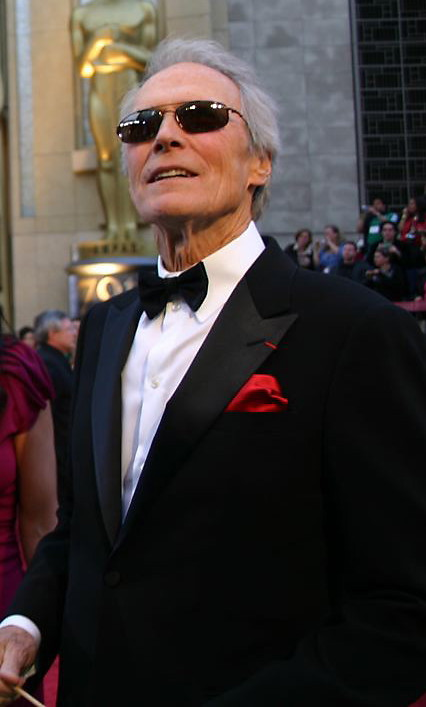
Clint Eastwood est le réalisateur le plus primé du studio avec quatre Oscars.

La Warner Bros. Pictures a vu plusieurs de ses films récompensés durant des cérémonies ou festivals de cinéma internationaux. Voici ceux qui ont été couronnés par l'Oscar du meilleur film, du César du meilleur film étranger, de la Palme d'or ou encore du Lion d'or.

#### Les films «oscarisés»
La Warner Bros. a vu neuf de ses films remporter l'Oscar du meilleur film :
- En 1938 : La Vie d'Émile Zola de William Dieterle
- En 1944 : Casablanca de Michael Curtiz
- En 1965 : My Fair Lady de George Cukor
- En 1990:  Miss Daisy et son chauffeur  de  Bruce Beresford
- En 1993 : Impitoyable de Clint Eastwood
- En 2005 : Million Dollar Baby de Clint Eastwood
- En 2007 : Les Infiltrés de Martin Scorsese
- En 2013 : Argo de Ben Affleck
- En 2016 : Spotlight de Thomas McCarthy

#### Palme d'or
L'Épouvantail de Jerry Schatzberg (en 1973) et Mission de Roland Joffé (en 1986) sont les seuls films produits par la Warner ayant obtenu la Palme d'or au Festival de Cannes.

#### Lion d'or
En 1996, Michael Collins de Neil Jordan devient le premier film produit par la Warner à remporter le Lion d'or à la Mostra de Venise, le deuxième est Joker de Todd Phillips En 2019.

#### César du meilleur film étranger
Les Liaisons dangereuses de Stephen Frears (en 1990), Mystic River (en 2004), Million Dollar Baby (en 2006) et Gran Torino (en 2010) de Clint Eastwood ont remporté le César du meilleur film étranger.

### Les films sélectionnés pour préservation
39 des productions de la Warner ont été désignées « culturellement signifiantes » par la Bibliothèque du Congrès et sélectionnées pour préservation au National Film Registry :
| - 42e Rue (42nd Street) de Lloyd Bacon ; - Les Affranchis de Martin Scorsese ; - America, America d'Elia Kazan ; - Les Aventures de Robin des Bois de Michael Curtiz et William Keighley ; - Bonnie et Clyde (Bonnie and Clyde) d'Arthur Penn ; - Bullitt de Peter Yates ; - Casablanca de Michael Curtiz ; - Le Chanteur de jazz (The Jazz Singer) d'Alan Crosland ; - Chercheuses d'or de 1933 (Gold Diggers of 1933) de Mervyn LeRoy ; - Clash of the Wolves de Noel M. Smith ; - L'enfer est à lui (White Heat) de Raoul Walsh ; - L'Ennemi public (The Public Enemy) de William A. Wellman ; - L'Éventail de Lady Windermere (Lady Windermere's Fan) de Ernst Lubitsch ; - Farce au canard (Duck Amuck) de Chuck Jones ; - Le Faucon maltais (The Maltese Falcon) de John Huston ; - La Fureur de vivre (Rebel Without a Cause) de Nicholas Ray ; - Géant (Giant) de George Stevens ; - La Glorieuse Parade (Yankee Doodle Dandy) de Michael Curtiz ; - Le Grand Sommeil (The Big Sleep) de Howard Hawks ; - La Horde sauvage (The Wild Bunch) de Sam Peckinpah ; | - Impitoyable (Unforgiven) de Clint Eastwood ; - Jammin' the Blues de Gjon Mili ; - Je suis un évadé (I Am a Fugitive from a Chain Gang) de Mervyn LeRoy ; - Knute Rockne, All American de Lloyd Bacon ; - Lambchops de Murray Roth ; - Liliane (Baby Face) de Alfred E. Green ; - One Froggy Evening de Chuck Jones ; - Opération dragon (Enter the Dragon) de Robert Clouse ; - La Prisonnière du désert (The Searchers) de John Ford ; - Prologue (Footlight Parade) de Lloyd Bacon ; - Le Roman de Mildred Pierce (Mildred Pierce) de Michael Curtiz ; - Le shérif est en prison (Blazing Saddles) de Mel Brooks ; - The Music Man de Morton DaCosta ; - Le Trésor de la Sierra Madre (The Treasure of the Sierra Madre) de John Huston ; - Un tramway nommé Désir (A Streetcar Named Desire) d'Elia Kazan ; - Une femme cherche son destin (Now, Voyager) de Irving Rapper ; - Une étoile est née (A Star is Born) de George Cukor ; - La Vie d'Émile Zola (The Life of Emile Zola) de William Dieterle ; - What's Opera, Doc? de Chuck Jones ; |

## Autour des studios

### Les franchises

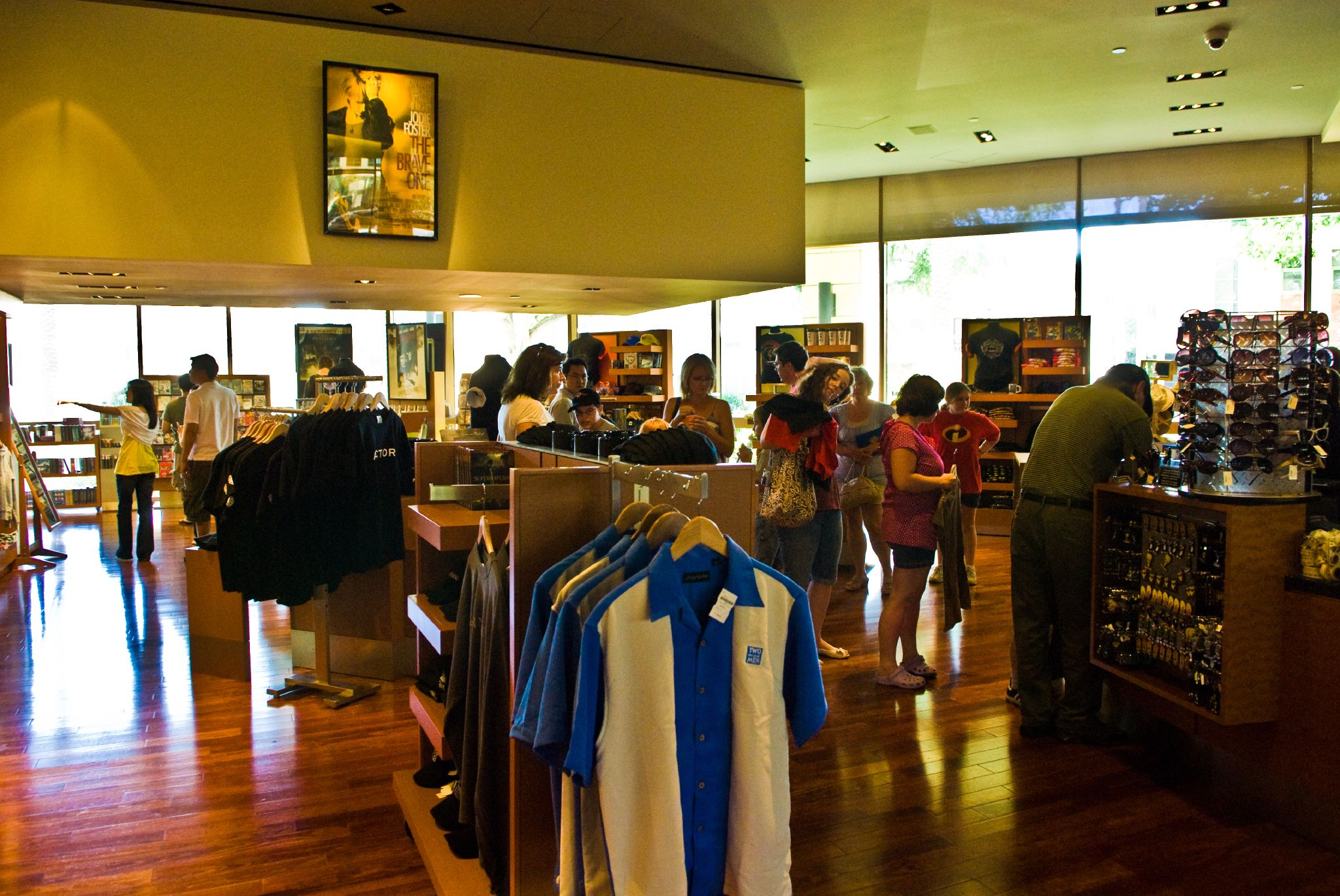
point de vente de la Warner

Depuis sa création, le nombre de franchises de la Warner Bros. Pictures n'a cessé d'augmenter. on retrouve les Looney Tunes, Superman, Batman, Le Seigneur des anneaux, Harry Potter (ainsi que ses spin-off Les Animaux Fantastiques) est la quatrième plus grosse franchise mondiale dans le milieu du cinéma, avec une recette de 9 194 451 317 $, dépassant James Bond.
Au total, le studio possède soixante franchises dont plusieurs labels discographiques et un ensemble de parcs à thèmes ce qui lui a permis une influence mondiale, du fait du succès de ses franchises. Ceci est par ailleurs la conséquence du rachat de plusieurs sociétés comme New Line Cinema, Lorimar Productions, Castle Rock Entertainment
En parallèle, Warner Bros. Movie World sont des parcs à thème sous licence de la Time Warner, dont elle n'a pas la gérance. Il existait deux parcs en 2008, l'un à Madrid et l'autre en Australie. Un autre devait se construire en Allemagne, mais la Warner n'a pas renouvelé la licence après 2004. Le parc s'appelle depuis Movie Park Germany.

### Données économiques
| Studio              | Bénéfices 2014 | Chiffre d'affaires 2014 |
| ------------------- | -------------- | ----------------------- |
| 20th Century Fox    | 1 500          | 10 300                  |
| NBCUniversal        | 711            | 5 000                   |
| Paramount Pictures  | 219            | 3 700                   |
| Sony Pictures       | 540            | 6 900                   |
| Walt Disney Studios | 1 700          | 7 200                   |
| Warner Bros.        | 1 200          | 12 500                  |

### Logotype de laWarner Bros. Pictures
Avec le temps, le logotype de la Warner Bros. Pictures a largement changé, on note plus de dix logos différents. Cette évolution est due le plus souvent à une modernisation de la compagnie, mais elle s'explique également, parfois, par le rachat de la compagnie par une autre société. Par exemple, le 6e logo est radicalement différent par rapport aux précédents, à cause du rachat de la Warner par la Seven Arts Production, pour devenir la Warner Bros.-Seven Arts.
Le premier logo, surnommé « Brain Shield » (voir le logo), est sur fond noir, avec un large et étrange bouclier. Le haut de ce bouclier montre une partie des studios Warner alors que le bas contient, d'une écriture stylisée et écrasée, « WB ». Au-dessus du bouclier, est écrit « A Warner Brothers », accompagné, en dessous du bouclier, par « production ». Ce logo est extrêmement rare, mais il est possible de le voir sur la vidéo des 75 ans du studio. Il apparaît également sur le générique du film Le Chanteur de jazz (1927). Ce logo a persisté de 1923 à 1929.

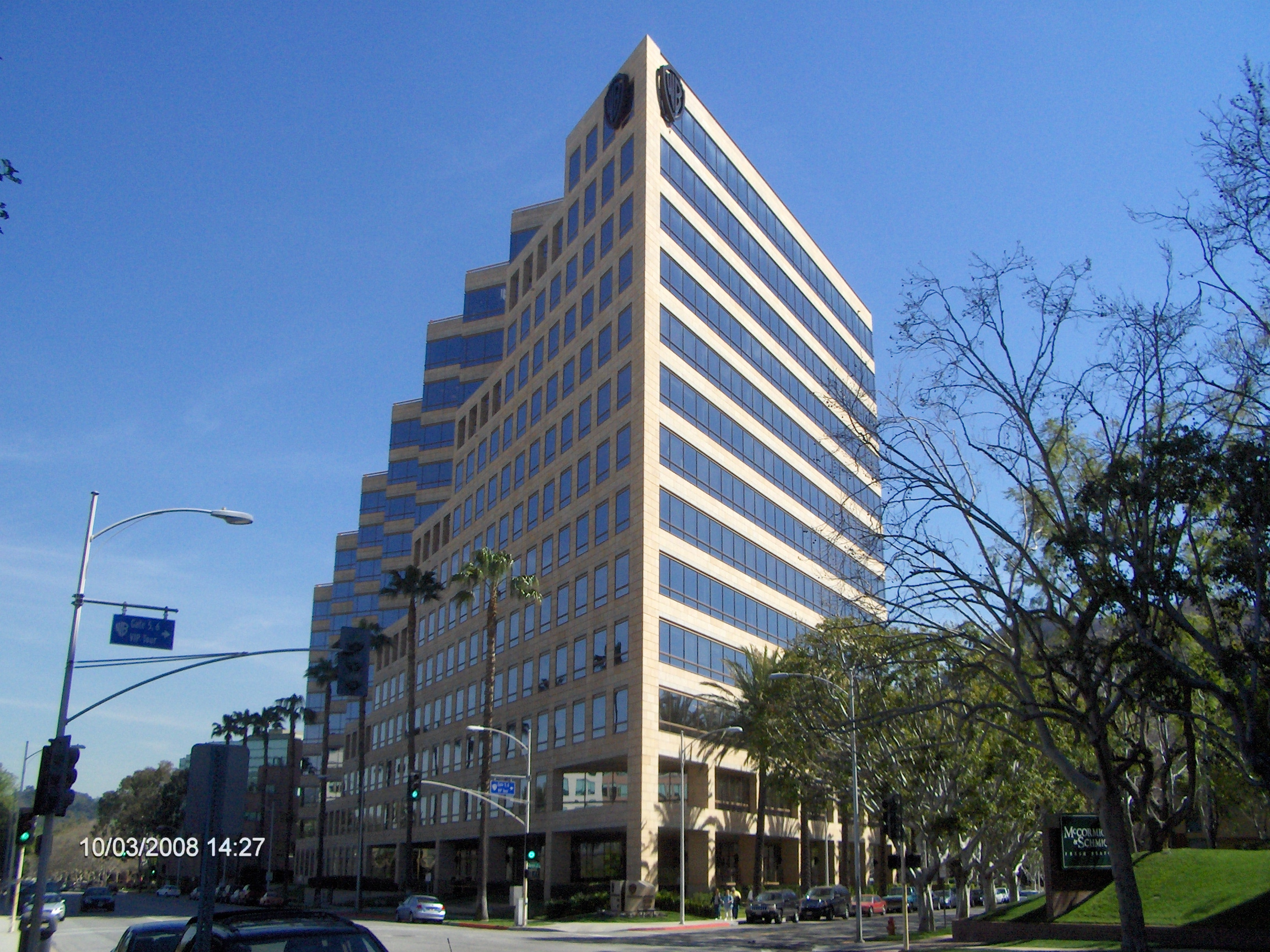
Siège des studios Warner, où apparaît, en haut, le même bouclier que la majorité des logotypes

De 1929 à 1936, dû à l'arrivée du vitaphone, un nouveau logo apparaît, surnommé « The Early Shield » ou encore « Vitaphone Shield » (voir le logo). Sur ce dernier, le nom de la compagnie, Warner Bros. Pictures, Inc., est écrit en intégralité, accompagné, d'une taille moindre, de « & The Vitaphone corp. ». Dessous, en petit, de la même manière que dans le premier logo, un bouclier, contenant les deux lettres WB, est dessiné. Derrière tout ceci, il y a un drapeau flottant qui contient plusieurs inscriptions. La First National Pictures a également utilisé ce logotype, mais en remplaçant « Warner Bros. Pictures » par « First National ». Tous les films tournés durant la période de 1929 à 1936 contiennent ce logo.
Puis, de 1936 à 1937, un nouveau logo est créé, surnommé « Zooming Shield » (voir le logo). Il représente, par-dessus des nuages, le même bouclier que le deuxième logotype. Son surnom vient du fait que le bouclier se rapproche, via un zoom, du spectateur. À la différence des précédents logos, qui n'étaient accompagnés d'aucune musique, celui-ci est accompagné du thème du film.
De 1937 à 1948, un nouveau logo est imaginé, plus réaliste : « WB Shield » (voir le logo). Ce dernier représente le même bouclier que précédemment, dans une version plus réaliste, moins écrasée. Devant le bouclier, une bannière affiche « Warner Bros. Pictures, Inc. », et dessous, il est écrit « Presents ». Il existe une légère variation remplaçant « Presents » par « A TimeWarner Company ». Ce logotype est également accompagné d'une musique, le plus souvent par le début du thème du film, mais quelquefois par un thème propre à la Warner.
Un cinquième logo est créé en 1948, et sera utilisé jusqu'en 1967 : « The Classic Shield » ou encore « The Golden Shield » (voir le logo). Par rapport aux 3e et 4e logos, le bouclier a été légèrement modernisé, les bordures, la bannière et le texte sont d'une matière or. Le contenu de la bannière est désormais « Warner Bros. Pictures ».

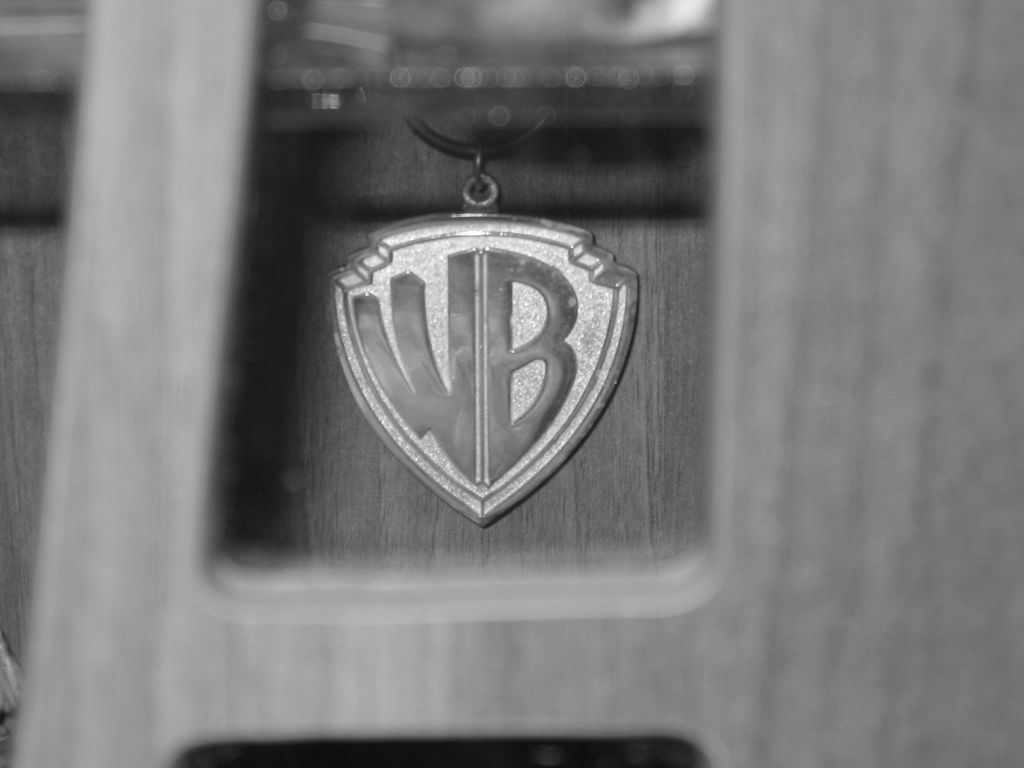
Le bouclier des studios

À la suite du rachat de la Warner par la Seven Arts Production, le studio est renommé en Warner Bros.-Seven Arts, ce qui marque, par la même occasion, un renouveau du logotype. Ce dernier, surnommé « WB-7 » (voir le logo), servira de 1967 à 1970. Le bouclier a été totalement ré imaginé, il contient une combinaison d'un W et d'un 7, et sous le bouclier, est écrit « Warner Bros.-Seven Arts ».
Un septième logo est imaginé dû au rachat par la Kinney National Company. Nommé « The Kinney Shield » (voir le logo), il servira à peine deux ans. Ce dernier, sur un fond bleu, est composé d'un bouclier plus abstrait qu'auparavant, d'une couleur or. Le bouclier contient, de lettres simples, l'inscription « WB », et un rectangle qui le coupe où apparaît « A Kinney Company ».
Le huitième logo, utilisé de février à septembre 1972, est surnommé « WCI Shield » (voir le logo). Il contient le même fond que le précédent logotype, et un bouclier standard WB, sans la bannière habituelle. On voit cependant « A Warner Communications Company ». Ce logo est très rare, à cause de la courte période durant laquelle il a été utilisé.
De 1972 à 1984, un nouveau logo est imaginé, sous le nom de « The Big W » (voir le logo). Sur un fond rouge ou noir, selon la version, un W abstrait est dessiné, formé de deux ovales et un cercle. Il contient également les inscriptions « Warner Bros » et « A Warner Communications Company ».
Le dixième logo, « The Shield Returns » (voir le logo) est très proche de l'actuel. Sur un fond représentant des nuages, il est composé du même bouclier que le 8e logo, mais avec la bannière.
De 1998 à 2020, le onzième logotype, appelé « CGI Shield » (voir le logo) représente dans un premier temps les studios de Burbank, tintés en or. L'image ondule, et tourne, révélant le bouclier « WB ». Il est, à l'instar du précédent, sur un fond composé d'un ciel bleu, nuageux, avec un reprise de "As Time Goes by", une chanson présente dans une de leurs productions, Casablanca.
Depuis 2020, avec l'arrivée de la nouvelle charte graphique l'année dernière, Warner Bros en a profité pour moderniser leur précédent logotype avec une nouvelle reprise de "As Time Goes by" et une version simplifié de leur traditionnel bouclier, cette fois-ci en bleu avec des contours argentés.

Galerie des logotypes de la Warner Bros. Pictures
« Brain Shield »
« The Early Shield »
« Zooming Shield »
« WB Shield »
« The Golden Shield »
« WB-7 »
« The Kinney Shield »
« Early WCI Shield »
« The Big W »
« The Shield Returns »
« CGI Shield »

### Visite des studios
Warner Bros. Pictures propose une visite de ses studios, à Burbank aux États-Unis. D'une durée de deux heures trente, il est possible de visiter les décors, agrémentés de plusieurs anecdotes, délivrées par un guide. Par contre, la Warner peut interdire le port d'un quelconque appareil de prise de vues à certain moment lors de la visite. En effet, la visite se déroule alors que des tournages peuvent potentiellement avoir lieu.

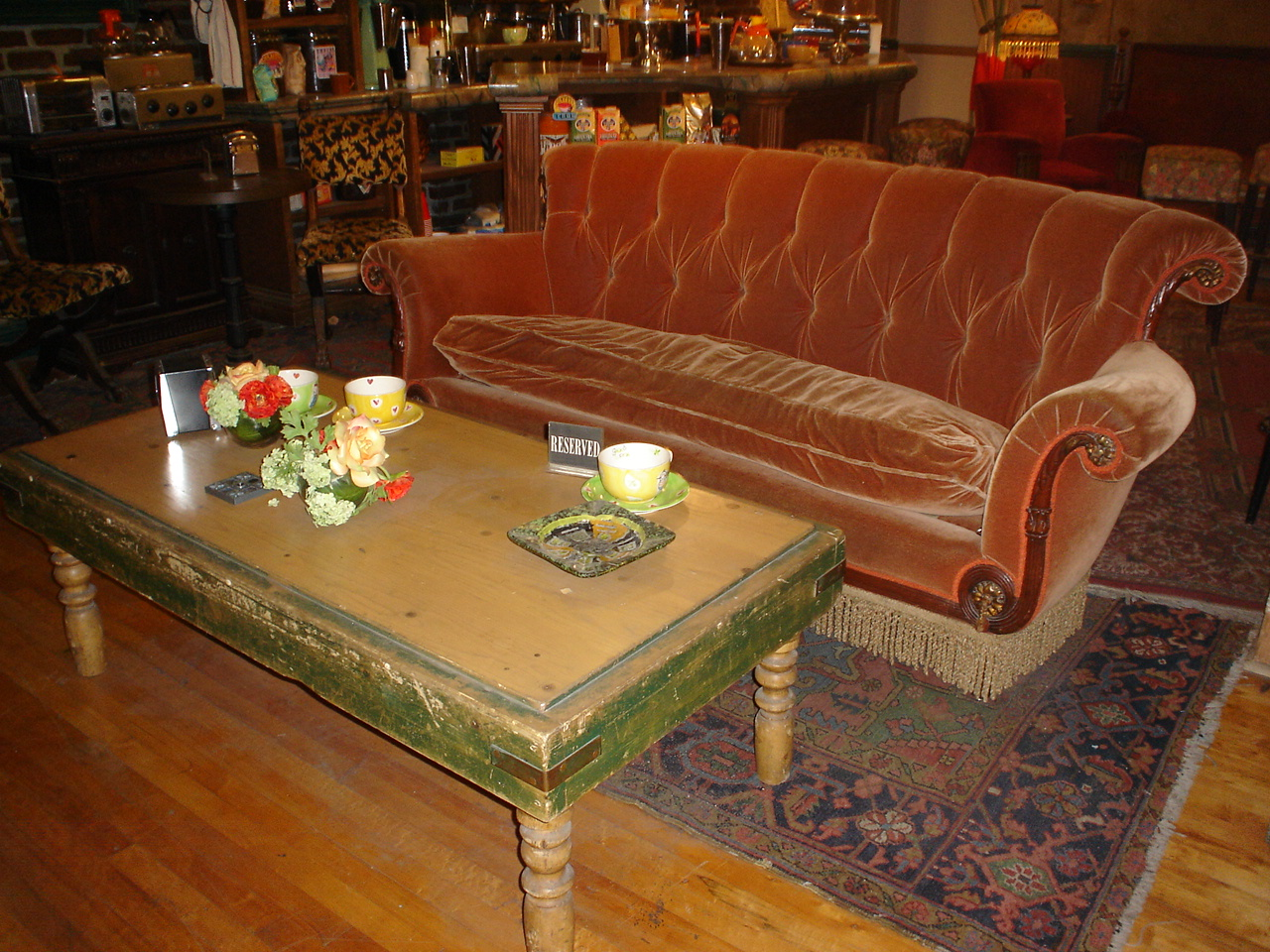
Central Perk, de la série Friends, que l'on peut visiter durant le Warner Bros. Studio Tour

Le Warner Bros. Studio Tour débute par un court métrage retraçant l'histoire des studios. Ensuite, par l'intermédiaire d'un bus électrique, un guide fait le tour des studios, s'arrêtant à divers entrepôts ou décors extérieurs, et en expliquant ce qui s'y déroule. Il est ainsi possible de visiter les scènes de tournage comme Friends, Urgence, Batman, Scooby-Doo, etc. La visite donne à voir le département des costumes, diverses scènes de tournage, le département du son, une salle de montage et également un cinéma. Elle s'achève par un musée qui propose des thèmes de séries télévisées ainsi que des costumes. Récemment, un nouvel étage a ouvert pour montrer l'univers d'Harry Potter.

## Warner Bros. World Abu Dhabi
Warner Bros. World Abu Dhabi est un parc à thème à Abu Dhabi qui a ouvert ses portes le 25 juillet 2018.

## Documentaires
- 1991 : La Fabuleuse histoire de la Warner Bros de Robert Guenet.
- 2007 : Les Frères Warner de Cass Warner.
- 2014 : La saga Warner Bros de Julia et Clara Kuperberg.
- 2023 : 100 Ans de Warner Bros. de Leslie Iwerks.